# Discografia do Grupo Especial de São Paulo
Essa é uma lista da discografia das escolas de samba do Grupo Especial do Carnaval de São Paulo.

## 1991
| Faixa | Escola                | Enredo                              | Autor                                                                      | Intérprete            |
| ----- | --------------------- | ----------------------------------- | -------------------------------------------------------------------------- | --------------------- |
| 1     | Camisa Verde e Branco | Combustível da Ilusão               | Alemão, Paulinho do Cavaco e Adalberto                                     | Juscelino             |
| 2     | Peruche               | Quem Não Arrisca Não Petisca        | Carlinhos, Zelão e Ideval                                                  | Eliana de Lima        |
| 3     | Leandro de Itaquera   | Querem Acabar Comigo                | Luisinho de Itaquera, Café da Leandro, Kabello, Tiago Lee e Mestre Lagrila | Carlinhos de Pilares  |
| 4     | Mocidade Alegre       | A História Se Repete                | Xavier, Baixinho do Banjo, Deolindo, Luiz Carlos da Vila e Carlão Maneiro  | Carlão Maneiro        |
| 5     | Águia de Ouro         | São Paulo Pátria Mia                | Douglinhas, Juquinha, Cuca, Quinzinho e Carlinhos                          | Douglinhas            |
| 6     | Rosas de Ouro         | De Piloto de Fogão a Chefe da Nação | João do Violão e Miltinho                                                  | Royce do Cavaco       |
| 7     | Vai-Vai               | O Negro Em Forma de Arte            | Mariano, Showxão e Afonsinho Sorriso                                       | Thobias da Vai-Vai    |
| 8     | Barroca Zona Sul      | Vestindo a Moda                     | Nilton da Flor, Cajá e Filipin                                             | Thru                  |
| 9     | Nenê de Vila Matilde  | Tudo Mentira!... Será Que É?...     | Wagner Santos                                                              | Armando da Mangueira  |
| 10    | Passo de Ouro         | Cabeças e Plumas                    | Oswaldinho da Cuíca e Maurinho da Mazzei                                   | Simonal da Cor Morena |

## 1992
| Faixa | Escola                | Enredo                                               | Autor                                                            | Intérprete                    |
| ----- | --------------------- | ---------------------------------------------------- | ---------------------------------------------------------------- | ----------------------------- |
| 1     | Rosas de Ouro         | "Non Dvcor Dvco" - Qual a Minha Cara?                | João do Violão e Miltinho                                        | Royce do Cavaco               |
| 2     | Vai-Vai               | Por Mares Nunca Dantes Navegados                     | Naio Denay                                                       | Thobias da Vai-Vai            |
| 3     | Peruche               | Brasil, Mostra Suas Cores                            | Vânia Zito, Tatuzinho e Ligeirinho                               | Bernardete                    |
| 4     | Barroca Zona Sul      | Roma Negra                                           | Silvio Modesto, Maurão, Pita, Lorinho, Marcinho, Zona Sul e Cajá | Thru                          |
| 5     | Gaviões da Fiel       | Cidade Aquariana                                     | Grego                                                            | Ernesto Teixeira              |
| 6     | Camisa Verde e Branco | Banho de Luz Que Me Seduz                            | Carica e Soró                                                    | Juscelino, Cogumelo e Birinha |
| 7     | Leandro de Itaquera   | Batuque, A Força de Uma Raça                         | Tião Oliveira, Amaro Nunes, Valdemir, Léo e Hugo Bispo           | Eliana de Lima                |
| 8     | Mocidade Alegre       | A Espada Dia Liberdade – Jornal O Estado de S. Paulo | Xavier, Roberto da Tijuca, Wagner do Cavaco e Deolindo           | Carlão Maneiro                |
| 9     | Nenê de Vila Matilde  | Luz, Divina Luz                                      | Santainha, Clóvis, Barbosinha, Rubens Gordinho e Baby            | Baby                          |
| 10    | Colorado do Brás      | A Cara da Mãe, A Cara do Pai                         | Nilton da Flor e Filipin                                         | Serjão                        |

## 1993
| Faixa | Escola                | Enredo                                           | Autor | Intérprete                        |
| ----- | --------------------- | ------------------------------------------------ | --- | --------------------------------- |
| 1     | Leandro de Itaquera   | Carnaval Alegria do Povo... Olha Aí a Comunidade | Pezão, Luizinho de Itaquera, Márcio, Mestre Lagrila, Marquinho João de Barro, Kabello, Ronaldinho, Betto Muniz e Café da Leandro | Eliana de Lima                    |
| 2     | Tucuruvi              | Da Fruta Que Você Gosta                          | Toninho de Carvalho, Saravá, Ló do Cavaco e Grupo Doce Delírio                                                                   | Djalma Pires Marcelo Pereira      |
| 3     | Barroca Zona Sul      | Os Senhores dos Elementos                        | Ivan e Baianinho | Grupo Arte Final                  |
| 4     | Peruche               | Mercador, Mercado, Mercadoria                    | Ideval Anselmo | Bernardete Ivair do Pandeiro      |
| 5     | Mocidade Alegre       | Marabha, Pérola do Oriente                       | Guy Caçula, Dom Marcos, Edinho e Paulinho Imprensa                                                                               | Carlão Maneiro                    |
| 6     | Rosas de Ouro         | É Hoje, Um Dia de Festa                          | Valdê Cambalhota, Lira Brasa, Bezerra Caxambu e Nestor                                                                           | Royce do Cavaco                   |
| 7     | Colorado do Brás      | Mascaradas Ilusões da Vida                       | Léo, Hugo Bispo, Joel, Wagner, Toninho, Odair e Edilson                                                                          | Serjão, Joel e Wagner             |
| 8     | Gaviões da Fiel       | A Chave no Tempo                                 | Grego | Ernesto Teixeira                  |
| 9     | Imperador do Ipiranga | Assombrações Em Noite de Gala                    | Tião Oliveira, Waldemar, Serjão e Amaro Nunes                                                                                    | Serginho K.T.                     |
| 10    | Vai-Vai               | Nem Tudo Que Reluz é Ouro                        | Zeca, Nayo Denay, Marquito e Afonsinho Sorriso                                                                                   | Thobias da Vai-Vai Afonsinho      |
| 11    | Camisa Verde e Branco | Talismã                                          | Carica, Soró e Luizinho SP | Juscelino Birinha                 |
| 12    | Nenê de Vila Matilde  | Primeiro Desejo                                  | Santaninha, Clóvis, Barbosinha, Baby e Rubens Gordinho                                                                           | Armando da Mangueira Marcia Ynaiá |

## 1994
| Faixa | Escola                | Enredo                                       | Autor                                                                               | Intérprete       |
| ----- | --------------------- | -------------------------------------------- | ----------------------------------------------------------------------------------- | ---------------- |
| 1     | Camisa Verde e Branco | Eternamente Jovem                            | Carica, Vicente e Soró                                                              | Juscelino        |
| 2     | Rosas de Ouro         | Sapoti                                       | Edson, Franco, Eric e Ademir                                                        | Royce do Cavaco  |
| 3     | Nenê de Vila Matilde  | Pira Iqué - Mistério e Magia                 | Panda, Moskitinho, J. Reis e Juarez                                                 | Dom Marcos       |
| 4     | Tucuruvi              | Calçadas Musicais                            | Edson Liz e Toninho de Carvalho                                                     | Djalma Pires     |
| 5     | Peruche               | O Reino de Oyó Vistos Pelos Olhos de Xangô   | Paulinho Imprensa, Robertinho da Tijuca e Wagner do Cavaco                          | Jamelão          |
| 6     | Primeira da Aclimação | Quer Vinho Vem                               | Márcelinho, Dedé Boni, Gabriel Balvetti e Giba                                      | Lelo             |
| 7     | Vai-Vai               | Ina Gbê - Pegando Fogo                       | Tadeu da Mazzei, Jacó e André                                                       | Agnaldo Amaral   |
| 8     | Mocidade Alegre       | Somos Todos Irmãos                           | Guy Kaçula e Pinheiro                                                               | Carlão Maneiro   |
| 9     | Gaviões da Fiel       | A Saliva do Santo e o Veneno da Serpente     | Grego e Magal                                                                       | Ernesto Teixeira |
| 10    | Leandro de Itaquera   | Tietê, Rio de Verdade                        | Café da Leandro, Nezão, Betto Muniz, Kabello, Luizinho de Itaquera, Xixa e Ferreira | Eliana de Lima   |
| 11    | Barroca Zona Sul      | Nas Ocas da Barroca o Índio Viu Quem Invadiu | Marcinho do Swing de Família, Bill Mestre-Sala e Minho                              | Bernadete        |
| 12    | Unidos de São Miguel  | Encontro das Nações Africanas no Brasil      | Mauro Pirata                                                                        | Gogó do Gato     |

## 1995
| Faixa | Escola                | Enredo                                     | Autor | Intérprete         |
| ----- | --------------------- | ------------------------------------------ | --- | ------------------ |
| 1     | Rosas de Ouro         | Paixão Nacional                            | Almir, Eric, Edson Dino e Franco                                                                               | Edu Rosas          |
| 2     | Camisa Verde e Branco | Do Palco ao Asfalto                        | Ideval Anselmo                                                                                                 | Birinha            |
| 3     | Leandro de Itaquera   | Felicidade                                 | Xixa, Wilson Cavalo, Kabello, Turko, Zé Carlos, Nezão e E. Dilorena                                            | Eliana de Lima     |
| 4     | Peruche               | Não Deixe o Samba Sambar                   | Quinzinho, Carlinhos, Edson Barbosa, Sandro, Danilo, João Baptista e Nelson Dalla Rosa                         | Vaguinho           |
| 5     | X-9 Paulistana        | Arco-íris da Ilusão                        | Teleu e Marcelo                                                                                                | Royce do Cavaco    |
| 6     | Gaviões da Fiel       | Coisa Boa é Para Sempre                    | Grego | Ernesto Teixeira   |
| 7     | Mocidade Alegre       | Do Rock ao Samba, Todo Mundo Maluco Beleza | Xavier, João Luppi, Canhão, Juliano e Rifai                                                                    | Carlão Maneiro     |
| 8     | Nenê                  | Eu Te Amo                                  | Adelson, Rubinho, Marcão, Cizão, Dom Marcos, Edinho, Eduardo, J. Reis, Panda, Wagner, Mosquitinho, Adil e Rose | Dom Marcos e Rose  |
| 9     | Vai-Vai               | Deu Poesia na Terra da Garoa               | Wagner Santos, Edson e Amaury                                                                                  | Thobias da Vai-Vai |
| 10    | Imperador do Ipiranga | A Alegria Está no Ar                       | Tião Oliveira, Waldemar, Léo, Maurinho, Douglas e Bezerra                                                      | Serginho           |

## 1996
| Faixa | Escola                | Enredo                                    | Autor                                                              | Intérprete (Participação Especial) | Ref.   |
| ----- | --------------------- | ----------------------------------------- | ------------------------------------------------------------------ | ---------------------------------- | ------ |
| 1     | Gaviões da Fiel       | Quem viver verá, o vinte virar            | Alemão do Cavaco, Luís Eduardo e Luíz Lopes                        | Ernesto Teixeira                   | [ 1 ]  |
| 2     | Camisa Verde e Branco | Loucos da Corte: Muito Além da Inspiração | Silvinho e Turko                                                   | Queixinho                          | [ 2 ]  |
| 3     | X-9 Paulistana        | Paz e Amor... Bicho                       | Manoelzinho Poeta, Nêgo, Vicente das Neves, Jambinho e Beto Moura  | Royce do Cavaco                    | [ 3 ]  |
| 4     | Mocidade Alegre       | Uma História de Luxúria e Vaidade         | Robertinho da Tijuca e Gui Caçula                                  | Vaguinho                           | [ 4 ]  |
| 5     | Tom Maior             | A vida por um fio                         | Ideval Anselmo, Washington e Gafanhoto                             | Jadir                              | [ 5 ]  |
| 6     | Rosas de Ouro         | Uma Janela Para o Mundo                   | Márcio Paiva e Adalto Magalha                                      | Canhão                             | [ 6 ]  |
| 7     | Vai-Vai               | A Rainha, a Noite tudo transforma         | Wagner Santos e Borrão                                             | Thobias da Vai-Vai (Beth Carvalho) | [ 7 ]  |
| 8     | Nenê                  | Comunicação                               | Márcio Canuto e Elzo                                               | Dom Marcos                         | [ 8 ]  |
| 9     | Peruche               | A Cor do Pecado - O Chocolate             | Minho, Marcinho do Swing de Família, Dema de Oliveira e Vira Mundo | Nego Evair                         | [ 9 ]  |
| 10    | Pérola Negra          | Navegar é Preciso                         | Carlinhos Fuzil, Maurício 100 e Marquinhos do Banjo                | Maurício 100                       | [ 10 ] |

## 1997
| Faixa | Escola          | Enredo                                           | Autor                                                              | Intérprete                                    | Ref.   |
| ----- | --------------- | ------------------------------------------------ | ------------------------------------------------------------------ | --------------------------------------------- | ------ |
| 1     | Vai-Vai         | Liberdade Ainda Que Vai-Vai                      | Wilma Corrêa e Washington da Mangueira                             | Thobias da Vai-Vai (Pena Branca & Xavantinho) | [ 11 ] |
| 2     | Rosas de Ouro   | São Paulo - Capital Mundial da Gastronomia       | Sant'Anna, Nei Melodia, Ademir e Ney do Cavaco                     | Canhão e Vino                                 | [ 12 ] |
| 3     | Mocidade Alegre | Hans Donner - O Mago do Universo                 | Gui Caçula, Estevam, Biro Biro e Pinheiro                          | Vaguinho                                      | [ 13 ] |
| 4     | Gaviões da Fiel | Mundo da Rua                                     | Grego                                                              | Ernesto Teixeira                              | [ 14 ] |
| 5     | Peruche         | Todo Brasileiro é Um Rei Com a Coroa Sideral     | Vânia, Tatuzinho, Ligeirinho, Borba e Chicão                       | Evair                                         | [ 15 ] |
| 6     | Nenê            | Narciso Negro                                    | Vado, Zé Carlos, Mikal, Nilton da Flôr, Marco Antonio e Dom Marcos | Dom Marcos                                    | [ 16 ] |
| 7     | X-9             | Amazônia - A Dama do Universo                    | Jambinho, Marcelo Casa Nossa e Royce do Cavaco                     | Royce do Cavaco                               | [ 17 ] |
| 8     | Tom Maior       | O Céu é o Limite no Caminho das Estrelas         | Ideval, Carlinhos e Gafanhoto                                      | Jadir                                         | [ 18 ] |
| 9     | Leandro         | Doçura da Terra Brasil                           | Xixa, Di Lorena, Nezão e Jr. Guararema                             | Rubinho                                       | [ 19 ] |
| 10    | Águia de Ouro   | O Grão Sagrado do Universo: O Alimento do Futuro | Pelezinho, Carlinhos Barbosa, Quinzinho, Pindaia, Hermes e Oswaldo | Douglinhas                                    | [ 20 ] |

## 1998
| Faixa | Escola                | Enredo                                                             | Autor                                                                                    | Intérprete (Participação Especial)                 | Ref.   |
| ----- | --------------------- | ------------------------------------------------------------------ | ---------------------------------------------------------------------------------------- | -------------------------------------------------- | ------ |
| 1     | X-9 Paulistana        | Sonhos de um cowboy brasileiro                                     | James Pontes "O Federal"                                                                 | Royce do Cavaco                                    | [ 21 ] |
| 2     | Vai-Vai               | Banzai! Vai-Vai                                                    | Afonsinho, Zé Carlinhos e Zeca                                                           | Thobias da Vai-Vai Afonsinho                       | [ 22 ] |
| 3     | Nenê de Vila Matilde  | Sementes do samba união de gente bamba                             | Santaninha, Rubens Gordinho, Clóvis Santana, Baby e Barbosinha                           | Baby Santaninha                                    | [ 23 ] |
| 4     | Rosas de Ouro         | Samba da Garoa                                                     | Nei Melodia, Ademir, Ney do Cavaco, Xavier e Carlão Maneiro                              | Carlão Maneiro (Demônios da Garoa)                 | [ 24 ] |
| 5     | Gaviões da Fiel       | Corinthians meu mundo é você                                       | Alemão do Cavaco, Zé Rifai e Ernesto Teixeira                                            | Ernesto Teixeira                                   | [ 25 ] |
| 6     | Mocidade Alegre       | Essas maravilhosas mulheres ousadas                                | Rubão, Ailton do Cavaco e Eliezer                                                        | Nilson Valentim Di Menor                           | [ 26 ] |
| 7     | Leandro de Itaquera   | França-Brasil, Unidos pela Sedução                                 | Chocolate, David Poeta, Batata do Cavaco, Zezinho Invocado, Elias do Cavaco e Ed Melodia | Quinzinho                                          | [ 27 ] |
| 8     | Peruche               | Mamma África                                                       | Paulinho Imprensa, Robertinho da Tijuca, Misturinha e Lello Garoto                       | Jamelão Robertinho da Tijuca Marquinhos da Peruche | [ 28 ] |
| 9     | Camisa Verde e Branco | Fotografia: O olho do mundo nas lentes da verde e branco           | Paulinho do Cavaco, Caveirinha e Carlito                                                 | Juscelino Edson Liz                                | [ 29 ] |
| 10    | Tucuruvi              | Na trilha do tesouro, nem todo mar é azul, nem todo amarelo é ouro | Saravá, Maurinho da Mazzei e Joãozinho Carnavalesco                                      | Lira Brasa e Toninho 21                            | [ 30 ] |

## 1999
| Faixa | Escola                | Enredo                                                                           | Autor                                                           | Intérprete (Participação Especial)           | Ref.   |
| ----- | --------------------- | -------------------------------------------------------------------------------- | --------------------------------------------------------------- | -------------------------------------------- | ------ |
| 1     | Vai-Vai               | Nostradamus                                                                      | Zeca, Zé Carlinhos e Afonsinho                                  | Thobias da Vai-Vai, Wantuir e Agnaldo Amaral | [ 31 ] |
| 2     | Nenê de Vila Matilde  | Voa Águia, que Sampa é Toda Tua                                                  | Santaninha, Baby, Clóvis e Rubens Gordinho                      | Baby, Panda e Santaninha                     | [ 32 ] |
| 3     | Camisa Verde e Branco | Escancarando Corações Verde e Branco, Elymar Mais Popular                        | Adalberto, Alemão e Braga                                       | Juscelino                                    | [ 33 ] |
| 4     | Mocidade Alegre       | Bahia...! Um Porto Seguro                                                        | Deolindo e Baixinho do Banjo                                    | Nilson Valentim                              | [ 34 ] |
| 5     | Gaviões da Fiel       | O Príncipe Encoberto ou a Busca de São Sebastião na Ilha de São Luís do Maranhão | Zé Rifai, Alemão do Cavaco e Ernesto Teixeira                   | Ernesto Teixeira (Alcione)                   | [ 35 ] |
| 6     | Rosas de Ouro         | A Divina Comédia de um Folião                                                    | Pezão, Ademir, Xavier e Nei Melodia                             | Dom Marcos e Polenghe                        | [ 36 ] |
| 7     | Peruche               | Bill Gates - o Cérebro do Futuro                                                 | Marcinho, Minho, Xandão, Pardal, Edmilson, Feijão e Mario Cokal | Léllo Garoto                                 | [ 37 ] |
| 8     | Leandro de Itaquera   | Educação, Um Salto para a Liberdade Por Paulo Freire                             | Mauro Pirata, Tony Almeida e Beto Muniz                         | Eliana de Lima                               | [ 38 ] |
| 9     | X-9 Paulistana        | Laços e Abraços no Mundo do Mercosul                                             | Beto Fofão, Renatinho, Rudney, Serginho e Tuninho 44            | Royce do Cavaco                              | [ 39 ] |
| 10    | Tucuruvi              | Santa Catarina - o Circuito da Alegria                                           | Zé Katimba, Amaurizão, Feijó e Tuninho Professor                | Vaguinho                                     | [ 40 ] |
| 11    | Imperador do Ipiranga | Cantos da Terra                                                                  | Bira, Jackson do Cavaco, Beto e Dentinho                        | Serginho K.T. e Maninho                      | [ 41 ] |
| 12    | Águia de Ouro         | Águia de Ouro, Maravilhoso Oceano de Paixão (A Criação do Terceiro Dia)          | Tiaraiu, Fábio e Darlan                                         | Douglinhas                                   | [ 42 ] |

## 2000
| Faixa | Escola                | Enredo                                               | Autor | Intérprete                                  |
| ----- | --------------------- | ---------------------------------------------------- | --- | ------------------------------------------- |
| 1     | Vai-Vai               | Vai Vai Brasil                                       | Zéca, Zé Carlinhos e Naio Denay                                                                                   | Thobias da Vai-Vai Agnaldo Amaral Afonsinho |
| 2     | Gaviões da Fiel       | Um Voo Para a Liberdade                              | José Rifai, Alemão do Cavaco, Ernesto Teixeira e Armando da Mangueira                                             | Ernesto Teixeira                            |
| 3     | Nenê de Vila Matilde  | Por Que Me Orgulho de Ser Brasileiro                 | Santaninha, Rubens Gordinho, Clóvis e Baby                                                                        | Baby Santaninha                             |
| 4     | X-9 Paulistana        | Quem é Você, Café                                    | Armenio Poesia, Fernando Leal, Fred Viana, Diego Poesia, Marcos Peloso, Wander, Edson Dino, Ló do Cavaco e Pixuca | Royce do Cavaco                             |
| 5     | Leandro de Itaquera   | Vale Ouro Brasil, Minha Terra, Meu Tesouro           | Xixa, Luizinho de Itaquera, Beto Varandas, Jaílson de Itaquera, Zanella e Medonha                                 | Eliana de Lima Xixa                         |
| 6     | Tucuruvi              | Noventa Milhões em Ação! Na Tristeza e Na Felicidade | Maurinho da Mazzei, Break do Cavaco e Clóvis Pê                                                                   | Preto Jóia                                  |
| 7     | Rosas de Ouro         | Yes, Já Temos Mais Que Bananas                       | Serginho, Rudney, Renatinho, Fofão, Paulinho Chiclete e Toninho 44                                                | Quinho                                      |
| 8     | Mocidade Alegre       | Brasil Holandês                                      | Biro-Biro, Di Verdi e Estevam                                                                                     | Vaguinho                                    |
| 9     | Camisa Verde e Branco | Mare Liberum, Nas Terras de Ibirapitanga             | Carlos Júnior | Carlos Júnior Marquinho Trindade            |
| 10    | Peruche               | Cara e Coroa, As Duas Faces de Um Império            | Alex, Serginho do Porto, Serginho Saracutaco, Wander Timbalada e Jackson Martins                                  | Nilson Valentim Freddy Vianna               |
| 11    | Águia de Ouro         | A Formação do Povo Brasileiro                        | Regianno, Edu Chaves e Almir Espíndola                                                                            | Douglinhas                                  |
| 12    | Imperador do Ipiranga | Imperador na Velha República                         | Moisés Santiago, Vicentinho, Djalma Falcão, Jota R. e Wanderley Alemão                                            | Moisés Santiago                             |
| 13    | Tom Maior             | Brasil... Amor à Primeira Vista!                     | Didi e Maradona                                                                                                   | Rixxah e Jadir                              |
| 14    | Morro da Casa Verde   | Brasil, Do Reino Unido à Independência               | Nelson Dalla Rosa                                                                                                 | Nelson Dalla Rosa                           |

## 2001
| Faixa | Escola                | Enredo                                                                    | Autor                                                                          | Intérprete (Participação Especial)            |
| ----- | --------------------- | ------------------------------------------------------------------------- | ------------------------------------------------------------------------------ | --------------------------------------------- |
| 1     | Vai-Vai               | O Caminho da Luz - A Paz Universal                                        | Zeca, Zé Carlinhos, Naio Denay e Ronaldinho FDQ                                | Gilsinho                                      |
| 2     | X-9 Paulistana        | Estive Aqui, lembrei-me de Você - Me Leva Brasil                          | Ernesto Abelha, César Rodrigues, Zinho do Tempero e Primo do Pandeiro          | Royce do Cavaco (Zinho do Tempero)            |
| 3     | Gaviões da Fiel       | Mitos e Magias na Triunfante Odisseia da Criação                          | José Rifai, Alemão do Cavaco e Ernesto Teixeira                                | Ernesto Teixeira                              |
| 4     | Nenê de Vila Matilde  | Voei, Voei, na Vila aportei, onde me deram uma coroa de Rei               | Santaninha, Baby, Clóvis e Rubens Gordinho                                     | Baby Santaninha                               |
| 5     | Rosas de Ouro         | Quem Plantou o Palco, Hoje é o Espetáculo                                 | Xavier, Nei Melodia, Dom Marcos, Deolindo, Zé da União e Joãozinho S.A.        | Polenghe                                      |
| 6     | Mocidade Alegre       | Do Fascínio de Ophir ao Mistério das Encantadas                           | Ratinho, Biro-Biro, Ricardinho, Raphael e Gudi                                 | Daniel Collête Clóvis Pê                      |
| 7     | Camisa Verde e Branco | Sertanista e Indigenista Sim, Mas Por Que Não? Orlando Villas Boas        | Carlos Júnior, Didi e Peu Cavalcanti                                           | Carlos Júnior                                 |
| 8     | Leandro de Itaquera   | Os Seis Segredos do Ariaú                                                 | Xixa, Jaílson e Júnior de Guararema                                            | Rixxah                                        |
| 9     | Tucuruvi              | São Paulo Dá Samba, Olha Aí Nosso Carnaval                                | Leandro, Pagodinho, Luis Ferracini e Gustavo                                   | Freddy Vianna                                 |
| 10    | Águia de Ouro         | De Salém a Brasília, O Que Vale é a Bruxaria                              | Luizinho SP, Bite, Sidão e Borracha                                            | Douglinhas                                    |
| 11    | Imperador do Ipiranga | Sonhando, Brincando e Sambando - Toda Criança Tem Um Brinquedo no Coração | Moisés Santiago, Dodô, Richard, Wanderley Alemão, Jackson (Baianinho) e Amador | Moisés Santiago e Dodô                        |
| 12    | Morro da Casa Verde   | O Maior Sonho do Universo: Extraterrestres no Carnaval de São Paulo       | Da Silva e Garrafa                                                             | Cláudia França, Edu Alves e Carlinhos Marques |
| 13    | Pérola Negra          | A Vida Pela Paz, Solidariedade                                            | Marcello Dubau                                                                 | André Pantera e Filé                          |
| 14    | São Lucas             | Pernambuco: A Garra do Leão do Norte                                      | Nilton da Flor, Zé Português e Nino Miau                                       | Vânia Cordeiro Nilton da Flor                 |

## 2002
| Faixa | Escola                | Enredo                                                                             | Autor | Intérprete (Participação Especial)                      |
| ----- | --------------------- | ---------------------------------------------------------------------------------- | --- | ------------------------------------------------------- |
| 1     | Vai-Vai               | Guardado a Sete Chaves                                                             | Zeca, Zé Carlinhos, Naio, Denay e Ronaldinho FDQ                                                         | Benson (Ronaldinho do Fundo de Quintal)                 |
| 2     | Nenê de Vila Matilde  | Em Não se Plantando Tudo nos Dão? ...Não                                           | Paulinho Sampagode, Fabiano Sorriso, Edy, Pedrinho Sem Braço, Baby, Santaninha, Clóvis e Rubens Gordinho | Baby e Santaninha (Leci Brandão)                        |
| 3     | Rosas de Ouro         | O Pão Nosso de Cada Dia                                                            | Marcelo Dias, Gudi, Júnior Marques, Silas Augusto, Ricardinho e Baqueta                                  | Polengue, Nilson Valentim e Adeílton (Netinho de Paula) |
| 4     | Gaviões da Fiel       | Xeque Mate                                                                         | José Rifai e Alemão do Cavaco                                                                            | Ernesto Teixeira (Péricles e Pinha)                     |
| 5     | X-9 Paulistana        | Aceito Tudo, Quem sou eu?... O Papel                                               | Luis Ferracini, Neco Pauliceia e Pê                                                                      | Royce do Cavaco                                         |
| 6     | Camisa Verde e Branco | 4, Vamos Pensar... Isso vai dar o que falar                                        | Carlos Jr, Didi e Peu Cavalcante                                                                         | Carlos Júnior (Reinaldo)                                |
| 7     | Águia de Ouro         | Vou à Luta sem Pedir Licença... Tupy or Not Tupy? Sampa é a Resposta               | Pelezinho, Quinzinho, Willian e Leandro Lehart                                                           | Douglinhas Serginho do Porto                            |
| 8     | Mocidade Alegre       | Do Néctar dos Deuses ao Alimento de Homens e Feras, "Deleite-se ao Sabor do Leite" | Armênio Poesia e Diego Poesia                                                                            | Daniel Collête (Belo)                                   |
| 9     | Leandro de Itaquera   | Mário Covas - São Paulo - Brasil meu Orgulho, meu Amor                             | André Ricardo, Braulinho, 7, Dado, Medonha, Pequeno da Leste e Rafa do Cavaco                            | André Ricardo, Xixa, Zé Carlos e Betto Muniz            |
| 10    | Tucuruvi              | História, Cultura, Progressos Mil - Uberlândia faz Pulsar o Coração do Brasil      | Kadu, Bola, Murillo, Ferrera e Jelleya                                                                   | Freddy Vianna (Salgadinho)                              |
| 11    | Morro da Casa Verde   | O Morro Canta Zeca Pagodinho, o Poeta de Xerém                                     | Christian Dimitrius, Emerson Brasa, Anelka e Kleber Gordinho                                             | Cláudia França Leandro di Menor (Zeca Pagodinho)        |
| 12    | São Lucas             | Humor, Humoral, Humorizando, Nóbrega e os Filhos do Riso                           | Nilton, Zé Português e Nino Miau                                                                         | Vânia Cordeiro                                          |
| 13    | Vila Maria            | Intolerância Não! Viva e Deixe Viver                                               | Carlos de Jesus, Dilai, Maurinho de Jesus, Marcinho Swing e Minho                                        | André Pantera (Marquinhos Sensação)                     |
| 14    | Peruche               | Guarujá, a Pérola do Atlântico                                                     | Arnaldo Teixeira, Fredy Viana, Misturinha e Willians do Violão                                           | Eliana de Lima Edson Sorriso                            |

## 2003
| Faixa | Escola                | Enredo | Autor | Intérprete (Participação Especial) |
| ----- | --------------------- | --- | --- | ---------------------------------- |
| 1     | Gaviões da Fiel       | As Cinco Deusas Encantadas na Corte do Rei Gavião                                                                          | Grego | Ernesto Teixeira                   |
| 2     | Camisa Verde e Branco | A Revolta da Chibata: Luta, Coragem e Bravura! João Cândido, Um Sonho de Liberdade                                         | Carlos Júnior e Didi                                                                                      | Carlos Júnior                      |
| 3     | Rosas de Ouro         | No Circuito das Frutas, Tô de Bem Com a Vida                                                                               | Marcelo Dias, Gudi, Silas Augusto, Ricardinho e Baqueta                                                   | Polenghe                           |
| 4     | Nenê de Vila Matilde  | É Melhor ler... O Mundo Colorido de Um Maluco Genial                                                                       | Paulinho Sampagode, Fabiano Sorriso,Pedrinho Sem-Braço e Edy                                              | Baby e Santaninha                  |
| 5     | Vai-Vai               | Entre Marchas, Galopes e Cavalgadas                                                                                        | Danilo Alves, Régis, Vágner Almeida                                                                       | René Sobral                        |
| 6     | Leandro de Itaquera   | Qualidade de Vida - Direito do Povo                                                                                        | André Muniz, Du Roberto, Pc Ribeiro, Jurandir, Diane, Bombril                                             | Vaguinho                           |
| 7     | Águia de Ouro         | Milenar Cultura de Um Povo, Quem Tem Olho Grande Já Entra na China                                                         | Ala de Compositores                                                                                       | Douglinhas Serginho do Porto       |
| 8     | Mocidade Alegre       | Omi - O Berço da Civilização Iorubá                                                                                        | Tico, Imperial, Sílvio Negão, Silva Oliveira, Fábio Bonfim                                                | Daniel Collête                     |
| 9     | Tucuruvi              | Não Calem Minha Voz | Pixuca, Kalil, Palhinha, Luciano                                                                          | Freddy Vianna                      |
| 10    | X-9 Paulistana        | Pi, Iê, Rê, Jeribatiba ou Pinheiros, A Deusa dos Rios Clama Pela Preservação: Se Ele Muda o Curso, Pode Mudar Sua História | Edson Dino, Royce do Cavaco e Edson do Cavaco                                                             | Royce do Cavaco                    |
| 11    | Unidos de Vila Maria  | De Volta ao Passado, Uma Viagem Pela Rodovia do Futuro                                                                     | Minho, Marcinho e Xandão                                                                                  | André Pantera                      |
| 12    | Unidos do Peruche     | Sou Caipira e Caiçara, da Terra Encantada e do Rio Sagrado, Sou Cone Leste Paulista, Com a Bênção da Senhora Aparecida     | Ideval Anselmo, Márcio Carmargo e Fred Marimba                                                            | Eliana de Lima                     |
| 13    | Barroca Zona Sul      | De Três Corações a Coroação, Quem Sou Eu? Rei Pelé                                                                         | Marcinho Zona Sul, Loirinho, Naio Dency, Zé Carlinhos                                                     | Agnaldo Amaral                     |
| 14    | Império de Casa Verde | Nhô João, Preto Velho Milagreiro e Profeta de Todos os Deuses, Lá Pelas Bandas do Cafundó                                  | Biro-Biro, Daniel Côllete, Raphael do Império, Júnior Marques, L.C. Santos,Turko, Sérgio Biriba, Maradona | Roger Linhares                     |

## 2004
| Faixa | Escola                | Enredo | Autor | Intérprete (Participação Especial)            |
| ----- | --------------------- | --- | --- | --------------------------------------------- |
| 1     | Gaviões da Fiel       | Ideias e Paixões - Combustíveis das Revoluções                                                                   | Binho e Claudinho                                                                                             | Ernesto Teixeira                              |
| 2     | Mocidade Alegre       | Do Além-Mar à Terra da Garoa, salve esta gente boa!                                                              | Tico, Imperial, Silvio Negão, Fábio Bomfim, Biro-Biro, Raphael e Juninho                                      | Daniel Collête                                |
| 3     | X-9 Paulistana        | Se vens a minha casa com Deus no coração, senta-te à mesa e come do meu pão                                      | Armênio Poesia, Diego Poesia e Kadu                                                                           | Royce do Cavaco Edson Dino                    |
| 4     | Nenê de Vila Matilde  | A Águia voa para o Futuro, que legal! É Bienal no Carnaval!                                                      | Santaninha, Baby, Rubens Gordinho e Marcelo Abreu                                                             | Baby Santaninha                               |
| 5     | Vai-Vai               | Quer Conhecer São Paulo? Vem no Bixiga pra ver...                                                                | Zeca do Cavaco, Zé Carlinhos e Naio Denay                                                                     | Thobias da Vai-Vai Agnaldo Amaral René Sobral |
| 6     | Rosas de Ouro         | Dos Campos de Piratininga à Grande Metrópole, a história de São Paulo em monumentos                              | Ney Melodia, Xavier, Cris Vianna e Joãozinho S/A                                                              | Dom Marcos Adeílton                           |
| 7     | Camisa Verde e Branco | No Reinado da Folia o Povo Quer Ver: Minha História, 50 anos de glórias brindando a São Paulo da Garoa com você! | Turko, Silvinho e Maradona                                                                                    | Marquinho Trindade Celsinho Mody              |
| 8     | Leandro de Itaquera   | São Paulo 450 Anos - No Palco da Cultura, Que Artista Sou Eu?                                                    | Kabello, Batista, Rafa do Cavaco e J.C                                                                        | Vaguinho                                      |
| 9     | Tucuruvi              | Tá na Mesa! CEAGESP é Fome Zero                                                                                  | Luís Ferracini, André Sanches e Vaguinho                                                                      | Freddy Vianna                                 |
| 10    | Vila Maria            | São Paulo no Coração do Brasil, Parabéns pra Você                                                                | Carlos de Jesus, Maurinho de Jesus e Milo                                                                     | Darlan Alves                                  |
| 11    | Império de Casa Verde | O Novo Espelho de Narciso - Um Delírio Sobre os Heróis da Mitologia Paulistana                                   | Pena, Murilo, Jeferson Lima e Marco Antônio Santos                                                            | Carlos Júnior                                 |
| 12    | Águia de Ouro         | Sou Mais São Paulo... Ana Maria Braga Conta 450 Anos da Culinária Paulistana                                     | Serginho do Porto, Douglinhas, Xuxa do Cavaco, Mauro Pirata, Regiano, Michel, Anderson, Borracha e Mariazinha | Serginho do Porto Douglinhas                  |
| 13    | Tatuapé               | Agradeço ao Índio que cuidou, a você que desbravou e a todos que fizeram crescer - Tatuapé, Minha Vida, Meu Amor | André Ricardo, Dé, Tiganá e Luizinho                                                                          | Nilson Valentim Luizinho                      |
| 14    | Imperador do Ipiranga | Ipiranga, Berço Esplêndido de um Povo Heróico                                                                    | Batuta e Dall'Acqua Neto                                                                                      | Moisés Santiago Dodô                          |
| 15    | Barroca Zona Sul      | 450 Anos de Fé                                                                                                   | Lello Garoto, Tuquinha, Zelú, Alessandro, Mydras, Sônia Galvão, Claúdio Menezes e Biriba                      | Gilsinho                                      |
| 16    | Unidos do Peruche     | São Paulo é Como Coração de Mãe... Sempre Cabe Mais Um                                                           | Márcio Pessi, Ronaldo, Rubinho Guimarães e Nivaldo                                                            | Leandro Alegria                               |

## 2005
| Faixa | Escola                | Enredo | Autor | Intérprete (Participação Especial)   |
| ----- | --------------------- | --- | --- | ------------------------------------ |
| 1     | Mocidade Alegre       | Clara, Claridade... O Canto de Luz no Ylê da Mocidade                                                                                          | Biro-Biro, Chiquinho LS, Ratinho e Zé do Gás | Daniel Collête                       |
| 2     | X-9 Paulistana        | Nascemos para Cantar, e também Sambar | Armênio Poesia, Diego Poesia, Chocolate, Eric Lisboa e Márcio André                                                                                  | Royce do Cavaco                      |
| 3     | Império de Casa Verde | Brasil, se Deus é por Nós, Quem Será Contra Nós                                                                                                | Vaguinho, Carlos Júnior e Raphael | Carlos Júnior                        |
| 4     | Nenê de Vila Matilde  | Um Vôo da Águia entre Dois Mundos | Marco Antônio | Baby e Santaninha                    |
| 5     | Rosas de Ouro         | Mar de Rosas | Osmar Costa, Dema de Deus e Emerson de Paula | Darlan Alves (Alcione)               |
| 6     | Vila Maria            | Sonho, Realidade no Circo da Vida | Paulo da Magia, Vitor dos Santos, Makumba, Paulinho Chiclete e Toninho 44                                                                            | Gilsinho                             |
| 7     | Tucuruvi              | Samba, Sombra e Água Fresca – Cantareira o Pulmão Verde de São Paulo                                                                           | Luis Ferracini, Vaguinho, Murilo TK, Alencar | Freddy Vianna                        |
| 8     | Águia de Ouro         | O Pão Nosso de Cada Dia Nos Dai Hoje | Ala de Compositores | Paulinho Mocidade                    |
| 9     | Tatuapé               | Pará, a Heróica História de Nossa História, Berço Cultural de Nosso Povo                                                                       | André Ricardo, Dadô, Tigana, Massambane, Robson, Valdemar, Ivan, Vladimir, Luciano e Léo                                                             | Nilson Valentim                      |
| 10    | Camisa Verde e Branco | Disque Camisa, Linha Direta com o Samba | Alex Fernando Leme, Marco Antônio Ferreira, e Tadeu Matheus                                                                                          | Juscelino Celsinho Mody              |
| 11    | Vai-Vai               | Eu Também Sou Imortal | Danilo Alves, Marquito, Estevan, Vagner Almeida, Mineiro, Régis, Frá e Japole                                                                        | Agnaldo Amaral                       |
| 12    | Leandro de Itaquera   | Rotary - Dar de Si Antes de Pensar em Si, Carnaval das Emoções                                                                                 | Terra, Nando do Cavaco, Jairo Limizini, M. Rodrigues e Roberto Moreira                                                                               | Betto Muniz Zé Carlos Juninho Branco |
| 13    | Imperador do Ipiranga | México - Uma viagem introdutória ao Paraíso dos Deuses                                                                                         | Serginho K.T., Dom Álvaro, Rick Ramos e Edmilson | Moisés Santiago                      |
| 14    | Barroca Zona Sul      | Participei da Criação, Colaborei Para o Progresso, Às Vezes Me Utilizam Para a Destruição, Quando Me Uno à Outra, Selo a Paz e a União... Mãos | Ronaldo Costa, Ribeiro, Souza Poeta e Luizinho | Alécio e André Pantera               |
| 15    | Mancha Verde          | Da Pré-história aos Transgênicos, Mato Grosso, uma Mancha Verde no Coração do Brasil                                                           | Vaguinho, Jaú, Turko, Celso, Ademir, Levi Sintonia, Fabinho LS, Marcos, Thiago, Victor, Tucuruvi da Mancha, Duda, Lelé, Divino, Marquinhos e Pindaia | Vaguinho (Belo)                      |
| 16    | Tom Maior             | Sabendo Usar... Não Vai Faltar! | Alves, Bará, Oberdan, Cláudio Sbrighi, Marcelo Pires, Xandinho, Cléber Pagode, Chocolate, Willians e Diney do Gueto                                  | René Sobral                          |

## 2006
| Faixa | Escola                | Enredo | Autor | Intérprete                                 |
| ----- | --------------------- | --- | --- | ------------------------------------------ |
| 1     | Império de Casa Verde | Do Boi Místico ao Boi Real - De Garcia D´Ávila na Bahia ao Nelore, o Boi que come capim - A Saga pecuária no Brasil para o Mundo                      | Júnior Marques, Carlos Júnior e Raphael do Império                                                                            | Carlos Júnior                              |
| 2     | X-9 Paulistana        | O X da Questão | Accyoli Filho, Anderson Salgadinho, Leonardo Rocha, Tchello Lima, Reinaldo Ferreira, Renne Campos e Robertinho Capitão Gancho | Edson Dino Douglinhas (Leandro Lehart)     |
| 3     | Mocidade Alegre       | Das Lágrimas de Iaty surge o rio, do imaginário indígena a saga de Opara. Para os olhos do Mundo um símbolo de integração nacional: Rio São Francisco | Adilson, Branco, China da Morada, Daniel, Dukinha da Ladeira, Ruivo, Ulysses e Villela                                        | Daniel Collête                             |
| 4     | Vila Maria            | Em minhas costas o Brasil carreguei, nas minhas rodas o país levantei... Com o futuro eu sonhei                                                       | Panda, Edmilson Silva, Dom Alvaro e Rick Ramos                                                                                | Fernandinho SP (Quinho)                    |
| 5     | Vai-Vai               | São Vicente, Aqui Começou o Brasil | Zé Carlinhos, Naio Denay, Benson, Wagner Almeida, Marcinho Z.S. e Loirinho do Cavaco                                          | Agnaldo Amaral (Oswaldinho da Cuíca)       |
| 6     | Tucuruvi              | Agricultura, o Homem do Campo, a Fé em cultivar, ensinar e aprender                                                                                   | Luis Ferracini, Murillo TK, Didi Pinheiro e Luis Carlos                                                                       | Freddy Vianna                              |
| 7     | Rosas de Ouro         | A Diáspora Africana. Um Crime Contra Raça Humana | Marcelo Dias, Silas Augusto, Marcio Bueno, Ricardinho e Baqueta                                                               | Darlan Alves                               |
| 8     | Leandro               | A Nova Passarágua do samba orgulhosamente apresenta: Festas e tradições paulistas sobre as águas de um Novo Tietê                                     | Rubão, Cariocada Leandro, Hildo Rodrigues, Anderson,Schumi e Hermes                                                           | Betto Muniz Juninho Branco                 |
| 9     | Nenê                  | Mamma Bahia - Ópera Negra Lídia de Oxum | Baby, Rubens Gordinho, Santaninha, Juninho e Teco                                                                             | Baby Santaninha                            |
| 10    | Águia de Ouro         | Não Tem Desculpa | Marcio Pessi, Rubinho, Ivanzinho e Dadô                                                                                       | Serginho do Porto                          |
| 11    | Camisa                | Das Vinhas aos Vinhos - Do Profano ao Sagrado, uma viagem ao Mundo do prazer com o Néctar dos Deuses                                                  | Marcinho Kéleque, Júnior ABC, Guinho Madureira, Rodney Cheto e Leonardo Trindade                                              | Juscelino André Pantera                    |
| 12    | Tatuapé               | Cooperativismo, união para o bem comum, uma grande nação se faz com cooperação                                                                        | André Ricardo, Dadô Poeta, Ivanzinho, Nildo, Rafa do Cavaco e Tiganá                                                          | Celsinho Mody                              |
| 13    | Tom Maior             | Em grandes sertões veredas, o elo perdido se achou... Piauí, a terra do sol me encantou! Com Frank Aguiar, o rei do forró, eu vou                     | Bola, Oberdan, Bará, Césinha e Wellington                                                                                     | René Sobral Royce do Cavaco (Frank Aguiar) |
| 14    | Peruche               | Santos Dumont... Brasil e França navegando pelos ares                                                                                                 | Betinho Oliveira | Leandro Alegria                            |
| 15    | Gaviões da Fiel       | Asas da Fascinação | Ernesto Teixeira, Alemão do Cavaco, José Rifai e Grego                                                                        | Ernesto Teixeira                           |
| 16    | Mancha Verde          | Bem aventurados sejam os perseguidos por causa da justiça dos homens... Porque deles é o Reino dos Céus                                               | Vaguinho, Douglinhas e Jaú | Vaguinho                                   |

## 2007
| Faixa | Escola                | Enredo                                                                                                   | Autor                                                                             | Intérprete          |
| ----- | --------------------- | --- | --------------------------------------------------------------------------------- | ------------------- |
| 1     | Império de Casa Verde | Glórias e Conquistas... A Força do Império está no salto do Tigre                                        | Raphael do Império, Júnior Marques e Carlos Júnior                                | Carlos Júnior       |
| 2     | Vai-Vai               | O 4º Reino, O Reino do Absurdo                                                                           | Zé Carlinhos, Naio Denay, Vagner Almeida, Dalino Alves                            | Vaguinho            |
| 3     | Mocidade Alegre       | Posso ser Inocente, Debochado e Irreverente... Afinal, sou o riso dessa gente                            | China, Grandini e Magrão                                                          | Daniel Collête      |
| 4     | Vila Maria            | Vila Maria: Canta, Encanta com minha história... Cubatão Rainha das Serras                               | Panda, Edmilson Silva, Dom Álvaro e Rick Ramos                                    | Fernandinho SP Baby |
| 5     | Rosas de Ouro         | Tellus Matter - O Cio da Terra                                                                           | Marcelo Dias, Silas Augusto, Marcio Bueno, Ricardinho, Baqueta                    | Darlan Alves        |
| 6     | X-9 Paulistana        | Força Brasil - O país que surge da tinta, delira num carnaval de cores                                   | Armenio Poesia, Aquiles da Vila, Chanel, Maurício Paiva e Carlinhos Jeito Moleque | Karlinhos Madureira |
| 7     | Águia de Ouro         | Deus fez o Homem de barro e a Águia de ouro... O Brasil feito à mão                                      | Ala de compositores                                                               | Serginho do Porto   |
| 8     | Tucuruvi              | Renovar é preciso... Pra que o viver seja possível                                                       | Luís Ferracini, Murillo TK, Sérgio, Ferreira, Chumbinho                           | Freddy Vianna       |
| 9     | Tom Maior             | Com licença, eu vou à luta!                                                                              | Maradona, Didi, Turko e Diego Poesia                                              | René Sobral         |
| 10    | Peruche               | Com Mauricio de Sousa, a Unidos do Peruche Abre-Alas, Abre-Livros, Abre-Mentes e Faz Sonhar"             | Maurício de Jesus, Maurinho de Jesus, Kaxitu, Geraldinho                          | Leandro Alegria     |
| 11    | Nenê de Vila Matilde  | A Águia Radiante com um pioneiro das comunicações - João Jorge Saad: 70 anos de conquistas e realizações | Santaninha, Paulinho Sampagode, Fabiano Sorriso, Gonçalves                        | Royce do Cavaco     |
| 12    | Imperador do Ipiranga | Siderurgia Forte Constrói um Mundo de Aço                                                                | Cidinho Melodia, Renato Pulga, Beto Careca, Chico T., Beto Barril, Sidnei         | Serginho KT         |
| 13    | Pérola Negra          | Venda como arte, comércio como sua principal representação                                               | Carlinhos Barbosa, Mydras, Bola                                                   | Douglinhas          |
| 14    | Mancha Verde          | Decifra-me ou Devoro-te. Apocalipse: 4 cavalheiros, 3 profecias e 4 segredos!                            | Ala de compositores                                                               | Celsinho Mody       |

## 2008
Este álbum foi comercializado em CD Duplo, juntamente com o do Grupo de acesso.
| Faixa | Escola                 | Enredo | Autor                                                                               | Intérprete                       |
| ----- | ---------------------- | --- | ----------------------------------------------------------------------------------- | -------------------------------- |
| 1     | Mocidade Alegre        | Bem-vindo a São Paulo, sabe por quê? Porque São Paulo é Tudo de Bom!!!                                            | Biro-Biro, China, Grandini, Hélio, Leandro, Marcelo e Ratinho                       | Clóvis Pê                        |
| 2     | Unidos de Vila Maria   | Irashai-Mase, milênios de cultura e sabedoria no centenário da imigração japonesa                                 | Rene Sobral, Dão, Veia, Martins, Nando e Moleque Pára                               | Baby Fernandinho SP Quinho       |
| 3     | Vai-Vai                | Vai-Vai Acorda Brasil! A saída é ter esperança                                                                    | Zé Carlinhos, Nayo Denai, Vagner Almeida e Danilo Alves                             | Carlos Júnior                    |
| 4     | Águia de Ouro          | A taça da felicidade, uma viagem pelos sentidos às delícias do sorvete                                            | Márcio Pessi, Dadô, Serginho do Porto e Ronaldinho                                  | Serginho do Porto                |
| 5     | Império de Casa Verde  | Sambando e cantando e seguindo a canção... Vem, vamos embora para a Festa da MPB!                                 | Júnior Marques e Raphael do Império                                                 | Bruno Ribas (Belo e DJ Marlboro) |
| 6     | Rosas de Ouro          | Rosaessência – O eterno aroma                                                                                     | Bolt, João Osasco, Edvaldo, Marcelo Casa Nossa                                      | Darlan Alves                     |
| 7     | Nenê de Vila Matilde   | Um voo da águia como nunca se viu! Também somos folclore do nosso Brasil – 110 anos aprendendo com Câmara Cascudo | Nenê, Adriano Bejar e Sulu                                                          | Royce do Cavaco                  |
| 8     | Tom Maior              | Glória Paulista – São Paulo na vanguarda da economia brasileira                                                   | Maradona, Claudinei, Amós, Tinga, Ricardo Ailton                                    | René Sobral                      |
| 9     | Acadêmicos do Tucuruvi | Hummm... É tempo de sorvete, do Oriente ao Ocidente o alimento refrescante e nutritivo                            | Diley Machado, Fábio de Paula, Moraes e Rodrigo Rocha                               | Freddy Vianna                    |
| 10    | X-9 Paulistana         | O povo da Terra está abusando. O aquecimento global vem aí... A vida boa sustentável pede passagem                | Didi, Turko e Paulinho Miranda                                                      | Daniel Collête                   |
| 11    | Pérola Negra           | A onça vai beber água! Jaguariúna: Qualidade de vida e desenvolvimento nos trilhos do tempo                       | Rogério Morgado, Renne das Lentes, Reinaldo Pajé, Marcelo Papo Doce e Marco Aurélio | Douglinhas                       |
| 12    | Mancha Verde           | És imortal... Ariano Suassuna, sua vida, sua obra, patrimônio cultural                                            | Rafa do Cavaco, Thiago de Xangô, Juninho Berin, Imperial, Chumbinho e Tião          | Vaguinho                         |
| 13    | Gaviões da Fiel        | Nas asas dos gaviões, rumo ao portal dos sertões - Santana de Parnaíba: berço de bandeirantes                     | Fabinho do Cavaco                                                                   | Ernesto Teixeira                 |
| 14    | Camisa Verde e Branco  | Da pré-história ao DNA: A História do cabelo eu vou contar!                                                       | Leonardo Trindade, Rodney Cheto e Marcinho Keleque                                  | Celsinho Mody                    |

## 2009
Este álbum foi comercializado em CDs separados, sendo um da LigaSP e outro da Super Liga. Aqui por se tratar de um anexo de Discografias do Grupo Especial excluiu-se as faixas das escolas do Grupo de acesso de ambos álbuns.
| LigaSP    | LigaSP                | LigaSP | LigaSP                                                               | LigaSP                                      |
| Faixa     | Escola                | Enredo | Autor                                                                | Intérprete                                  |
| --------- | --------------------- | --- | -------------------------------------------------------------------- | ------------------------------------------- |
| 1         | Mocidade Alegre       | Da Chama da Razão ao Palco das Emoções... Sou Máquina, Sou Vida... Sou Coração Pulsando Forte na Avenida!"                             | Murilo, Pinheiro, Ferreira, Luis Roberto, Rafa e China da Morada     | Clóvis Pê                                   |
| 2         | Vila Maria            | Da sobrevivência a luxúria, da ilusão a alucinação - Dinheiro: mito, história e realidade                                              | Panda, Edmilson Silva e Jorge Zanin                                  | Baby Quinho Fernandinho SP                  |
| 3         | Rosas de Ouro         | Bem-vindos à fábrica dos sonhos | Marquinho Sorriso, Maurício Paiva, Poesia, Da Vila, Rig e Vianna     | Darlan Alves                                |
| 4         | Tom Maior             | Uma nova Angola se abre para o mundo!! em nome da paz, Martinho da Vila canta a liberdade!!                                            | Maradona, Claudinei, Amós, Ferracini, Ricardo e Tinga                | René Sobral (Martinho da Vila e Mart'nália) |
| 5         | X-9 Paulistana        | Amazônia... Conseguimos conquistar com o braço forte...do esplendor da Havea Brasiliensis à busca pela terra sem males                 | Léo do Cavaco, Rogério Morgado e Leonardo Lima                       | Daniel Collête                              |
| 6         | Nenê de Vila Matilde  | 60 anos - coração guerreiro, a grande refazenda do samba                                                                               | Cláudio Russo, Marquinho, J.Veloso, Ney do Cavaco e Claudio Tricolor | Royce do Cavaco                             |
| 7         | Tucuruvi              | Ouro Preto - O esplendor barroco de uma Vila Rica. Relicário da pátria, patrimônio da humanidade                                       | Chumbinho, Wladimir, Henrique e Wellington                           | Freddy Vianna                               |
| 8         | Leandro de Itaquera   | Leandro de Itaquera faz a festa da periferia. Salve salve, nossa rainha Regina Casé                                                    | Xixxa, Juba, Didi Poeta, André, Vagner, Gomes, Gêmeos e Silveira     | Betto Muniz Juninho Branco                  |
| SuperLiga |                       | |                                                                      |                                             |
| Faixa     | Escola                | Enredo | Autor                                                                | Intérprete                                  |
| 1         | Vai-Vai               | Mens sana et corpore sano - O milênio da superação                                                                                     | Zé Carlinhos, Naio Denay, Danilo Alves e Vagner Almeida.             | Carlos Júnior                               |
| 2         | Mancha Verde          | Pernambuco: uma nação cultural! | Armênio Poesia, Chanel, Fred, Guga, Roberto Spezani e Doralice       | Vaguinho                                    |
| 3         | Império de Casa Verde | É festa, é feriado, é celebração. O tigre comemora na avenida e exalta seu pavilhão são 15 anos de paixão                              | Júnior Marques e Raphael do Império                                  | Raphael do Império (Belo)                   |
| 4         | Pérola Negra          | Guiado por Surya pelos caminhos da Índia em busca da Pérola sagrada                                                                    | Mydras, Carlinhos, Bola, Ladislau e Michel                           | Douglinhas                                  |
| 5         | Gaviões da Fiel       | O sonho comanda a vida,quando o homem sonha o mundo avança - A fantátisca velocidade da roda para evolução humana. É pura adrenalina ! | Fabinho do Cavaco, João 10, Moraes e Juninho Mascarenhas             | Ernesto Teixeira                            |
| 6         | Peruche               | Do ventre da Terra à indomável cobiça do homem                                                                                         | Rodrigo Atração, Tuca Maia, Mineiro, Gordinho e Digão                | Leandro Alegria                             |

## 2010
Este álbum foi comercializado em CDs separados,sendo um da LigaSP e outro da Super Liga. Aqui por se tratar de um anexo de Discografias do Grupo Especial excluiu-se as faixas das escolas do Grupo de acesso de ambos álbuns.
| LigaSP    | LigaSP                | LigaSP | LigaSP | LigaSP                                  |
| Faixa     | Escola                | Enredo | Autor | Intérprete                              |
| --------- | --------------------- | --- | --- | --------------------------------------- |
| 1         | Mocidade Alegre       | Da criação do universo ao sonho eterno do criador ... Eu sou espelho e me espelho em quem me criou              | Murillo TK, Pinheiro, Ferreira, Luiz Roberto e Anderson | Clóvis Pê                               |
| 2         | Rosas de Ouro         | Cacau: um grão precioso que virou chocolate, e sem dúvida se transformou no melhor presente!                    | Armenio Poesia, Aquiles da Vila, Chanel, Maurício Paiva, Marquinhos Boldrini e Fred Vianna | Darlan Alves                            |
| 3         | X-9 Paulistana        | Do além mar, a herança lusitana nos une. Ora pois... a X-9 é portuguesa com certeza !                           | Junior ABC, Wagner, Rodney Cheto, Márcio Camargo, Leonardo Trindade e Danilo Britto | Daniel Collête                          |
| 4         | Tucuruvi              | São Luís...um universo de encantos e magias                                                                     | Rodrigo Atração, André Filosofia, Walter Jr., Edson, Nocera, Miguelzinho SA, Rodolfo Minueto e Rodrigo Minueto                                                                                         | Freddy Vianna                           |
| 5         | Vila Maria            | A Indústria que Manipula o Ferro, é a Mãe de Todas as Outras!                                                   | Marcinho, Minho e Xandão | Baby Quinho Fernandinho SP              |
| 6         | Tom Maior             | Brasília, do Sonho à Realidade... Uma Homenagem da cidade de São Paulo aos 50 anos da capital Coração do Brasil | Maradona, Amós TK, Claudinei, Ricardo, Luis Tinga, Darlan, Vinicius, Bruno Tomageski e Vinicius Cruz                                                                                                   | René Sobral                             |
| 7         | Leandro de Itaquera   | Sob um manto de Amor e Paz, sou Leandro de Itaquera desfilando o vermelho e branco no meu carnaval              | Jorginho, Carioca da Leandro, Sanches TK, Maracá, Ney Pinheiro, Luisão, Medonha Z/L, Xixa, Terra, André, Jairo Limozini, Didi Poeta, Nel Costa, Juba, Xandinho, Diego Miguel, Zé Carlos e Marquinho JB | Betto Muniz Juninho Branco Sandra de Sá |
| 8         | Águia de Ouro         | Ribeirão Preto - Região à Frente do Seu Tempo: Da Abolição ao Agronegócio, Terra de Liberdade e Riqueza!        | Celso Guerra, Formiga, Xan, Jairo, André Ms, Clayton, Mig, Drigo Atr, Tadeu e Waltinho | Serginho do Porto                       |
| SuperLiga |                       | | |                                         |
| Faixa     | Escola                | Enredo | Autor | Intérprete                              |
| 1         | Vai-Vai               | 80 Anos de Arte e Euforia, “É Bom no Samba, É Bom no Couro” - Salve o Duplo Jubileu de Carvalho                 | Zeca do Cavaco, Afonsinho BV, Fábio Henrique e Ronaldinho FDQ | Gilsinho                                |
| 2         | Gaviões da Fiel       | Corinthians... Minha vida, minha história, meu amor!                                                            | Luciano Costa, Fadico, Araken, Flávio Rocha, Gustavo Henrique e Júnior fionda | Ernesto Teixeira                        |
| 3         | Império de Casa Verde | Itu, Fidelíssima Terra de Gigantes                                                                              | Belo, Marcelo Casa Nossa, Thiago de Xangô, Bruno Ribas, Beah, Fran Sousa, Fabinho LS, Vinícius Baiano e Osasco                                                                                         | Carlos Júnior (Belo)                    |
| 4         | Pérola Negra          | Vamos Tirar o Brasil da Gaveta                                                                                  | Carlinhos, Mydras, Bola, Michel e Regianno | Douglinhas (Rolando Boldrin)            |
| 5         | Mancha Verde          | Aos Mestres com Carinho! Mancha Verde "ensina" como criar identidade!                                           | Celsinho, Vítor Gabriel, Biel Carioca e Dê do Cavaco | Vaguinho Celsinho Mody                  |
| 6         | Imperador do Ipiranga | Da Antiguidade a Tecnologia: Medicina, a Nobre Arte de Salvar Vidas                                             | Edson Liz, Fredy VS, Tuca Maia, Alexandre RN, Drigo, Fábio e Gilberto | Moisés Santiago                         |

## 2011
Este álbum foi comercializado em CDs separados,sendo um da LigaSP e outro da Super Liga. Aqui por se tratar de um anexo de Discografias do Grupo Especial excluiu-se as faixas das escolas do Grupo de acesso de ambos álbuns.
| LigaSP    | LigaSP                | LigaSP | LigaSP | LigaSP                                      |
| Faixa     | Escola                | Enredo | Autor | Intérprete                                  |
| --------- | --------------------- | --- | --- | ------------------------------------------- |
| 1         | Rosas de Ouro         | Abra-te Sésamo, a senha da sorte! | Armenio Poesia, Aquiles da Vila, Chanel, Maurício Paiva, Marquinhos Boldrini, Wagner Rodrigues e União      | Darlan Alves                                |
| 2         | Mocidade Alegre       | Carrossel das Ilusões | Márcio Bueno, Igor Leal, Victor Alves, Edmilson Teixeira, Rodriguinho e Douglas                             | Clóvis Pê                                   |
| 3         | Vila Maria            | Teatro Amazonas - Manaus em Cena | Alemão do Pandeiro, Claude, Ricardo Gutierrez, Marcelo Lima, Anderson Souza, Kevyn Rodrigues e Wally Santo  | Baby Agnaldo Amaral Pepê Niterói            |
| 4         | Tucuruvi              | Oxente, o que seria dessa gente sem a nossa gente. São Paulo, capital do meu nordeste!                                               | Vaguinho, Edu Leão, Doutor, Rigolon e André União                                                           | Freddy Vianna                               |
| 5         | X-9 Paulistana        | De eterna criança a embaixador da esperança, Renato Aragão, Didi Trapalhão!                                                          | Rifai, Pe, Xavi, Cris, J. Vicente, Melo e Alemão do Cavaco                                                  | Zé Paulo Sierra                             |
| 6         | Águia de Ouro         | Com todo gás a Águia de Ouro é fogo                                                                                                  | Serginho do Porto, André Fullgaz, Sérgio Allan, Serginho Castro, Márcio Pessi e Marco Antônio Pessi         | Serginho do Porto                           |
| 7         | Tom Maior             | Salve salve São Bernardo, pedaço do meu Brasil, terra mãe dos paulistas.                                                             | Chiquinho LS, César Ramos, Dico Tom 30, Ricardo e J. Osasco                                                 | René Sobral Maradona                        |
| 8         | Nenê de Vila Matilde  | Salis Sapientiae - Uma história do mundo!                                                                                            | Tonn Queiroz, Anderson Vaz, Fabiano Sorriso, Santaninha, J. Velloso, Cláudio Russo e Marquinhos             | Royce do Cavaco                             |
| 9         | Peruche               | Abram as cortinas - o espetáculo vai começar! 100 anos do Theatro Municipal de São Paulo, Peruche vai apresentar. Bravo! Bravíssimo! | Toninho Penteado, Nascimento, Alex Lima, De Paula, Mineiro e Claudinho.                                     | Toninho Penteado                            |
| SuperLiga |                       | | |                                             |
| Faixa     | Escola                | Enredo | Autor | Intérprete                                  |
| 1         | Vai-Vai               | A Música Venceu | Zeca do Cavaco, Ronaldinho FQ, Fábio Henrique e Afonsinho                                                   | Wander Pires                                |
| 2         | Mancha Verde          | Uma Ideia de Gênio! | Thiago de Xangô, Rafa do Cavaco, Imperial, Juninho Berin, Chumbinho e Tião                                  | Vaguinho                                    |
| 3         | Gaviões da Fiel       | Do Mar Das Pérolas e das Areias do Deserto à Cidade do Futuro - Dubai, O Sonho do Rei Maktoum                                        | Luciano Costa, Araken Fadico, Flávio Rocha, Tité e Wellington Gonçalves                                     | Ernesto Teixeira                            |
| 4         | Império de Casa Verde | Samba sabor cerveja: Admirada a milênios, a mais nova sensação nacional                                                              | Carlos Alberto, Fininho, Marcelinho, Nocera Romagnoli, Sylas, Tadeu Sá, Tião, Walter Jr e Vagner dos Santos | Carlos Júnior (Participação especial: Belo) |
| 5         | Pérola Negra          | Abraão, o patriarca da fé | Carlinhos, Mydras, Bola, Michel e Regianno                                                                  | Douglinhas                                  |

## 2012
| Faixa | Escola                 | Enredo | Autor | Intérprete                 |
| ----- | ---------------------- | --- | --- | -------------------------- |
| 1     | Vai-Vai                | Mulheres que brilham - A força feminina no progresso social e cultural do país                                | Afonsinho BV, Evaldo Sean Connory, Ronaldinho FDQ, Valter Camargo e Zeca do Cavaco | Wander Pires               |
| 2     | Acadêmicos do Tucuruvi | Do Esplendor da África ao Palco da Folia!                                                                     | André Filosofia, Diley Machado, Edson Liz, Fábio Jelleya, Felipe Mendonça, Henrique Barba, Leandro Franja, Márcio Alemão, Maurício Pito, Rodrigo Atração, Silvinho, Tuca Maia, Waltinho e Xandinho | Igor Vianna                |
| 3     | Unidos de Vila Maria   | A Força Infinita da Criação - Vila Maria Feita a Mão                                                          | Moleque Pará, Nininho, Professor Wal, Russo e Wagner Yhai | Nêgo Quinho Fernandinho SP |
| 4     | Mancha Verde           | Pelas mãos do mensageiro do axé a lição de Odu Obará: a humildade                                             | Armênio Poesia, Channel e Freddy Vianna | Freddy Vianna              |
| 5     | Gaviões da Fiel        | Verás que um filho fiel não foge à luta. Lula o retrato de uma nação                                          | Batata, Dentinho, Grandão, Luciano, Magrão R1, Mariano Araújo, Max e Netinho | Ernesto Teixeira           |
| 6     | Águia de Ouro          | Tropicália da Paz e Amor, O Movimento que não Acabou!                                                         | Fernando Sales, Jairo, Rodrigues e Tadeu | Serginho do Porto          |
| 7     | Mocidade Alegre        | Ojuobá - No Céu, os Olhos do Rei... Na Terra, a Morada dos Milagres... No Coração, Um Obá Muito Amado!        | Fernando, Leandro Poeta, Renato Guerra, Rodrigo Minuetto, Thiago e Vítor Gabriel | Clóvis Pê                  |
| 8     | Rosas de Ouro          | Hungria, o reino dos Justos                                                                                   | Cléverson Japa, Éric Lisboa, Leonardo Lima, Léo do Cavaco, Luciano Godói e Rogério Morgado | Darlan Alves               |
| 9     | Tom Maior              | Paz na terra e aos homens de boa vontade                                                                      | André Nascimento, Bruno Tomageski, Carlos Dorea, Darlan Alves, Emerson Bernardes, Marquinhos Godin, Pedro Barnabé, Tonn Queiroz e Vinícius Faria                                                   | René Sobral Maradona       |
| 10    | X-9 Paulistana         | Trazendo para os braços do povo o coração do Brasil, a X-9 Paulistana desbrava os sertões dessa gente varonil | André Nova União, Aquiles da Vila, Marquinhos Boldrini, Maurício Paiva, Raphael do Império, Rig e Santos                                                                                           | Royce do Cavaco            |
| 11    | Pérola Negra           | A pedra que canta também samba - Itanhaém, hoje a Pérola é você                                               | Bola, Carlinhos, Guga Mercadante, Marcelo Soares, Michel, Mydras, Regianno, Serginho, Tião e Tigrão                                                                                                | Douglinhas                 |
| 12    | Império de Casa Verde  | Na ótica do meu Império o foco é você                                                                         | Amós TK, Bruninho, Henrique, Jorginho Soares, Luís, P.H. e V.Tomageski | Carlos Júnior              |
| 13    | Dragões da Real        | Mãe, ventre da vida e essência do amor                                                                        | Dico Baloeiro, Eduardo, Ricardo, Rico e Wagner | Daniel Collête             |
| 14    | Camisa Verde e Branco  | É o amor...                                                                                                   | Anderson Banana, Fabio Bogalho, Rafinha, Rodney Cheto, Rodrigo CP e Xuxa do Cavaco | Agnaldo Amaral             |

## 2013
| Faixa | Escola                 | Enredo                                                                                       | Autor                                                                                           | Intérprete                 |
| ----- | ---------------------- | -------------------------------------------------------------------------------------------- | ----------------------------------------------------------------------------------------------- | -------------------------- |
| 1     | Mocidade Alegre        | A sedução me fez provar, me entregar à tentação...Da versão original, qual será o final?     | André Ricardo, Bruno Ribas, Fernando, Renato Guerra, Rodrigo Minuetto e Vitor Gabriel           | Clóvis Pê                  |
| 2     | Rosas de Ouro          | Os condutores da alegria, numa fantástica viagem aos reinos da folia                         | Armênio Poesia, Diego Poesia, Kadu, Wagner Rodrigues, Fredy Vianna e Cg                         | Darlan Alves               |
| 3     | Vai-Vai                | Sangue da Terra, Videira da Vida: Um brinde de amor em plena avenida - Vinhos Brasil         | Evaldo Rodrigues, Osvaldinho Da Cuíca, Ronaldinho FQ, Valter Camargo e Zeca do Cavaco           | Wander Pires               |
| 4     | Mancha Verde           | Mário Lago - Um Homem do Século XX                                                           | Didi, Fabiano Sorriso, Ferracini, Jorginho, Maradona, Paulinho Miranda, Tucuruvi Mancha e Turko | Freddy Vianna              |
| 5     | Unidos de Vila Maria   | Made in Korea                                                                                | Jorge Zanin, Leandro Coringa, Rafael Babú, Fabinho Sampa e Renato Mooca.                        | Fernandinho SP Edimar Guiã |
| 6     | Acadêmicos do Tucuruvi | Mazzaropi, o adorável caipira - 100 anos de alegria!                                         | Henrique Barba, Felipe Mendonça, Maurício Pito, Leandro Franja, Marcio Alemão e Fabio Jelleya   | Igor Sorriso               |
| 7     | Dragões da Real        | Dragão, Guardião Real, mostra seu poder e soberania na Côrte do Carnaval                     | Armênio, Derico, Dico, Ricardo e Wagner                                                         | Daniel Collête             |
| 8     | Tom Maior              | Parque dos Desejos - O seu passaporte para o prazer!                                         | Edmilson Silva, Gonçalves e Serginho Ipiranga                                                   | René Sobral Maradona       |
| 9     | Gaviões da Fiel        | Ser Fiel é a Alma do Negócio                                                                 | José Rifai, Ernesto Teixeira, André União, Fadico, Murillo, Alex e Bruno Muleki                 | Ernesto Teixeira           |
| 10    | X-9 Paulistana         | Se pra ter diversidade basta viver com alegria: Sorria... Pois São Paulo hoje é só harmonia! | Rafael Pínah                                                                                    | Royce do Cavaco            |
| 11    | Império de Casa Verde  | Pra todo mal há cura...e quem canta seus males espanta!                                      | Aldair, de Paula, Dney Sas, Romão, R.Ribeiro e R.Silva                                          | Carlos Júnior              |
| 12    | Águia de Ouro          | Minha missão. O canto do povo. João Nogueira                                                 | Diogo Nogueira, Rafinha, Leandro, Ciraninho e Serginho Castro                                   | Serginho do Porto          |
| 13    | Nenê de Vila Matilde   | Da revolta dos búzios a atualidade. Nenê canta a igualdade                                   | Cláudio Russo, Dr.Medina, J.Velloso, Marquinhos e Ney do Cavaco                                 | Celsinho Mody              |
| 14    | Acadêmicos do Tatuapé  | Beth Carvalho, a madrinha do samba.                                                          | André Ricardo, Luciano Oliveira e Vaguinho                                                      | Vaguinho                   |

## 2014
| Faixa | Escola                | Enredo                                                                   | Autor | Intérprete                                   |
| ----- | --------------------- | ------------------------------------------------------------------------ | --- | -------------------------------------------- |
| 1     | Mocidade Alegre       | Andar com fé eu vou que a fé não costuma falhar                          | Ana Martins, China da Morada, Douglas Sabião, Márcio Bueno, Rodriguinho e Victor Alves                    | Igor Sorriso                                 |
| 2     | Rosas de Ouro         | Inesquecível                                                             | Dr. João, Daniel, Osmak, Thiago, Luccas, Luisão e Gabriel Lima                                            | Darlan Alves                                 |
| 3     | Águia de Ouro         | A velha Bahia apresenta o centenário do poeta cancioneiro Dorival Caymmi | Vitor Gabriel, Rodolfo Minuetto, Rodrigo Minuetto, Cruz, Bruno Tomageski, Pelézinho, W.Corrêa e Jr. Silva | Serginho do Porto                            |
| 4     | Dragões da Real       | Um museu de grandes novidades                                            | Armênio Poesia, Dico, Wagner Rodrigues, Derico, Maurinho da Mazzei e Xandinho Nocera                      | Daniel Collête                               |
| 5     | Império de Casa Verde | Sustentabilidade, construindo um mundo novo                              | Leo Reis, Turko, Mody, Fabiano Henrique, Biel, Paulinho B.P. e Marquinhos                                 | Carlos Júnior                                |
| 6     | Tucuruvi              | Uma fantástica viagem ao mundo da imaginação infantil                    | Henrique Barba, Fabio Jelleya, Marcio Alemão, Leandro Franja, Serginho Moura, Gabriel e JC Castilho       | Wantuir                                      |
| 7     | Vai-Vai               | Nas chamas da Vai-Vai, 50 anos de Paulínia                               | Vagner Almeida, Mineiro, Marcinho Zona Sul, Loirinho e Edinho Gomes                                       | Márcio Alexandre (Thobias da Vai-Vai e Dodô) |
| 8     | X-9 Paulistana        | Insano                                                                   | Silas Augusto, Tinga, Jota Soares, Noel, Júnior Fusion, Renan Takacs e Beto Ferraz                        | Royce do Cavaco                              |
| 9     | Nenê de Vila Matilde  | Paixões proibidas e outros amores                                        | Moisés Santiago, Gabriel Cacique, Luciano Rosa, Marcelo Careca e Nilson Feijão                            | Agnaldo Amaral                               |
| 10    | Gaviões da Fiel       | R9 - O Voo Real do Fenômeno                                              | José Rifai, Ernesto Teixeira, Grandão, Preto, Cainã, Sukata, Netinho da Carioca e Max                     | Ernesto Teixeira                             |
| 11    | Tatuapé               | Poder, fé e devoção. São Jorge Guerreiro                                 | Márcio André, Márcio André Filho e Vaguinho                                                               | Vaguinho Wander Pires                        |
| 12    | Tom Maior             | Foz do Iguaçu, Destino do Mundo - Sinfonia das Águas em Tom Maior        | Maradona, Turko, Rafa do Cavaco, Celsinho Mody, Ricardo Netto e Igor Leal                                 | René Sobral Maradona                         |
| 13    | Pérola Negra          | Caminhos segui, lugar encontrei... Pérola Negra - a suprema Felicidade!  | Japonês, Rogerinho Tavares, Luciano Oliveira, Cruz Neto, Fernando e André                                 | Celsinho Mody Mydras Schmidt                 |
| 14    | Leandro de Itaquera   | Ginga Brasil, Futebol é Raça. Em 2014 a Copa do Mundo começa aqui        | André Ricardo, Beto Varandas, Didi Poeta, Rodolfo Minuetto, Vitor Gabriel e Medonha da Leste              | Juninho Branco                               |

## 2015
| Faixa | Escola                | Enredo | Autor | Intérprete                                                  |
| ----- | --------------------- | --- | --- | ----------------------------------------------------------- |
| 1     | Mocidade Alegre       | Nos Palcos da Vida, Uma Vida no Palco... Marília!                                                         | Ana Martins, Douglas Sabião, Imperial, Marcio Bueno, Rodriguinho e Victor Alves                                                                               | Igor Sorriso                                                |
| 2     | Rosas de Ouro         | Depois da Tempestade... O Encanto!                                                                        | Armenio Poesia, Diego Poesia, Kadu, Leandro Oliveira, Wellington da Padaria e Xandinho Nocera                                                                 | Darlan Alves                                                |
| 3     | Águia de Ouro         | Brasil e Japão, 120 anos de união                                                                         | Serginho do Porto, Chanel da Vila, Ivanzinho, Pelezinho, Sergio Igor e Douglinhas                                                                             | Serginho do Porto                                           |
| 4     | Tucuruvi              | Entre confetes e serpentinas, Tucuruvi relembra as marchinhas do meu, do seu e do nosso Carnaval          | Fábio Jelleya, Henrique Barba, Leandro Franja, Serginho Moura, Gabriel, Fabinho Chaves, Edu Borel e JC Castilho                                               | Clayton Reis                                                |
| 5     | Dragões da Real       | Acredite se puder                                                                                         | Godoi, Galo, Thiago SP, Gordinho, Carlos Jr, Lagrilinha, Sidney Caló, Edson Liz e Tigrão                                                                      | Daniel Collête                                              |
| 6     | Tatuapé               | Ouro - Símbolo da Riqueza e Ambição                                                                       | Rodrigo Minuetto, Vaguinho, Flavinho Segal e Vitor Gabriel | Vaguinho Wander Pires (Participação Especial: Leci Brandão) |
| 7     | Tom Maior             | Adrenalina                                                                                                | André Ricardo, Biel, Carlos Dorea, Marquinhos, Douglas Chocolate, Xande Wenner, Rafa do Cavaco, Imperial, Tião, Lucas Donato, Gabriel Sorriso e Rafael Santos | René Sobral                                                 |
| 8     | Império de Casa Verde | Sonhadores do mundo inteiro: uni-vos                                                                      | Chefia, Wagner Mariano e Nogueira | Carlos Júnior                                               |
| 9     | Vai-Vai               | Simplesmente Elis. A Fábula de uma Voz na Transversal do Tempo                                            | Zeca do cavaco, Zé carlinhos e Ronaldinho FDQ | Márcio Alexandre Gilsinho (Maria Rita)                      |
| 10    | Gaviões da Fiel       | No Jogo Enigmático Das Cartas, Desvendem os Mistérios e Façam as suas Apostas, pois a Sorte está Lançada! | Eduardo Nery, Dom Álvaro, Rodrigo Pezão, Tadeu Paulista, Gustavinho Oliveira, Danilo Garcia, Caio Alves e Rafael Tinguinha                                    | Ernesto Teixeira                                            |
| 11    | X-9 Paulistana        | Sambando na chuva, num pé d'água ou na garoa, sou X9 numa boa!                                            | Fabinho NT, Vitor, Digo Sa e Denola | Royce do Cavaco                                             |
| 12    | Nenê                  | Moçambique, a lendária terra do baobá sagrado                                                             | Afonsinho, Rubens Gordinho, Dedé, D'Malva e Jair Brandão | Agnaldo Amaral                                              |
| 13    | Vila Maria            | Só os diamantes são eternos na química divina                                                             | Paulo Senna, Alemão do Pandeiro, Anderson Magrão, Jonas Mizael e Tadeu Gomes                                                                                  | Clóvis Pê                                                   |
| 14    | Mancha Verde          | Quando Surge o Alviverde Imponente... 100 Anos de Lutas e Glórias                                         | Silas Augusto, Marcelo Casa Nossa, Aquiles da Vila, Chanel, Bruno Mancha e JC Castilho                                                                        | Freddy Vianna                                               |

## 2016
| Faixa | Escola                | Enredo | Autor | Intérprete (Participação Especial)                    |
| ----- | --------------------- | --- | --- | ----------------------------------------------------- |
| 1     | Vai-Vai               | Je Suis Vai-Vai, Bem-Vindos à França!                                                                                                | Zeca do Cavaco, Zé Carlinhos, Ronaldinho FDQ e Dodô Monteiro | Wander Pires                                          |
| 2     | Mocidade Alegre       | Ayô - A alma ancestral do Samba | Gui Cruz, Luciano Rosa, Portuga, Rafael Falanga, Rodrigo Minuetto e Vitor Gabriel                                                                               | Igor Sorriso                                          |
| 3     | Rosas de Ouro         | Arte à flor da pele: A minha história vai marcar você                                                                                | Vagner Mariano, Fabiano Sorriso, Marcus Boldrini, Márcio André Filho, Rapha SP, Wellington da Padaria, Guiga Oliveira e Bolt Mascarenhas                        | Darlan Alves                                          |
| 4     | Águia de Ouro         | Ave Maria cheia de faces | Douglinhas, Juca, Izanzinho, Cuca e Pelezinho | Douglinhas                                            |
| 5     | Dragões da Real       | Surpresa! Advinha o que eu trouxe pra você?                                                                                          | Armênio Poesia, Xandinho Nocera, Wagner Rodrigues, Derico, Maurinho da Mazzei e Tuca Maia                                                                       | Daniel Collête                                        |
| 6     | Tucuruvi              | Celebrando a religiosidade, Tucuruvi canta as festas da fé                                                                           | Arlindo Neto, Bruno Govetri, Carlos Jr, Igor Soró, João Batucada, Leandro Augusto, Marcelo Pires e Tim Peixoto                                                  | Alex Soares                                           |
| 7     | Nenê                  | Nenê apresenta seu musical: Rainha Raia nas Asas do Carnaval                                                                         | KasKa, Silas Augusto, Zé Paulo Sierra, Vitão, Sandrinho, Juninho da Vila e Claudio Mattos                                                                       | Agnaldo Amaral                                        |
| 8     | Império de Casa Verde | O Império dos Mistérios | Carlos Junior, Fabiano Sorriso e Fabinho LS | Carlos Júnior                                         |
| 9     | Gaviões da Fiel       | É fantástico! Imagine, admire e sinta!                                                                                               | Luciano Costa, Bruno Muleki, Alex, Nascimento, Fadico, Josemar Manfredini, Xico e Júnior.                                                                       | Ernesto Teixeira                                      |
| 10    | Vila Maria            | A Vila famosa é mais bela, Ilhabela da fantasia                                                                                      | Dudu Nobre, Rafa do Cavaco, Turko, Maradona, Paulinho Miranda, Diego Nicolau, Garoto Bom e Nenê da Vila                                                         | Clóvis Pê (Dudu Nobre)                                |
| 11    | X-9 Paulistana        | Açaí guardiã! Do amor de Iaça ao esplendor de Belém do Pará                                                                          | Accyoly Filho, Saulo Mesquita, Turko, Maradona, Fabio X9, Thiago Japa, Rafa do Cavaco, Mixaria, Carlos Alberto, Dom Henrique e MP08                             | Royce do Cavaco                                       |
| 12    | Tatuapé               | É ela, a deusa da passarela - Olha a Beija-Flor aí gente!                                                                            | Samir Trindade, Jr. Beija-Flor, Marcelo Valencia, Thiago Alves, Leandro Augusto, Wagner Rodrigues, Vaguinho, Raphael Neto, Chefia, Marcelo Alemão e Chico Sousa | Celsinho Mody (Leci Brandão e Neguinho da Beija-Flor) |
| 13    | Peruche               | Ponha um pouco de amor numa cadência e vai ver que ninguém vence a beleza que tem o samba: 100 anos de samba, minha vida, minha raiz | Jairo Roizen, Ronny Potolski, Madureira, Marcelo Madureira, Alex Barbosa, Toni, Bagé, Tubino, Igor Vianna, Thiago Sousa, Gilson, Kaballa, Victor e Meiners      | Toninho Penteado Quinho                               |
| 14    | Pérola Negra          | Do Canindé ao samba no pé, a Vila Madalena nos passos do balé                                                                        | Jairo Roizen, Celsinho Mody, Guga Mercadante, Nando do Cavaco, Marcelo Zola, Sidney Arruda, Filosofia Diley e Xandinho Nocera                                   | Juninho Branco                                        |

## 2017
| Faixa | Escola                | Enredo | Autor | Intérprete (Participação Especial)                     |
| ----- | --------------------- | --- | --- | ------------------------------------------------------ |
| 1     | Império de Casa Verde | Paz. O Império da nova era | Turko, Maradona, Wagner, Paulinho, Tinga, Aquiles da Vila, Chanel, JC Castilho e Silas Augusto                       | Carlos Júnior                                          |
| 2     | Tatuapé               | Mãe África conta a sua história: Do berço sagrado da humanidade à abençoada terra do grande Zimbabwe                                    | Fabiano Tenor, Mike Candido e Luiz Fernando Ramos                                                                    | Celsinho Mody (Leci Brandão e Dominguinhos do Estácio) |
| 3     | Mocidade Alegre       | A vitória vem da luta, a luta vem da força, e a força, da união                                                                         | Gui Cruz, Imperial, Luciano Rosa, Portuga, Rafael Falanga, Reinaldo Marques, Rodrigo Minuetto e Vitor Gabriel        | Tiganá Ito Melodia                                     |
| 4     | Vai-Vai               | No Xirê do Anhembi, a Oxum mais bonita surgiu... Menininha, mãe da Bahia - Ialorixá do Brasil                                           | Edegar Cirillo, Marcelo Casa Nossa, André Ricardo, Dema, Leonardo Rocha e Rodolfo                                    | Wander Pires (Grazzi Brasil)                           |
| 5     | Vila Maria            | Aparecida - A Rainha do Brasil. 300 anos de amor e fé no coração do povo brasileiro                                                     | Leandro Rato, Zé Paulo Sierra, Almir Mendonça, Vinicius Ferreira, Zé Boy e Silas Augusto                             | Clóvis Pê (Reginaldo Manzotti)                         |
| 6     | Dragões da Real       | Dragões canta Asa Branca | Thiago SP, Turko, Leo, R. Malva, Rodrigo Atração, Renne Campos, Alemão da Ilha, Paulinho Miranda e Tigrão            | René Sobral (Fagner e Chambinho do Acordeon)           |
| 7     | Gaviões da Fiel       | Com as mãos e a garra de um povo sonhador, surge o contraste de uma nova metrópole – Sampa, lugar de sonhos, oportunidades e esperança! | Moraes, Lubé LK, Renato do Pandeiro, Edmílson, Rogério, Maurição, Gledão e Vini                                      | Ernesto Teixeira                                       |
| 8     | Águia de Ouro         | Amor com amor se paga, uma história animal                                                                                              | Douglinhas, Juca, Cuca, Ivanzinho, Pelezinho e Fernandinho SP                                                        | Douglinhas Fernandinho SP                              |
| 9     | Nenê                  | Coré Etuba. A ópera de todos os povos, terra de todas as gentes, Curitiba de todos os sonhos                                            | Kaska, Silas Augusto, Zé Paulo Sierra, Vitão, Juninho da Vila, Léo do Cavaco, Sandrinho e Luís Jorge                 | Agnaldo Amaral                                         |
| 10    | Tucuruvi              | Eu sou a arte: Meu Palco é a Rua | Carlos Júnior, Fabiano Sorriso, Marcio André, Marcos Vinicius, Wellington da Padaria, Beto Rocha e Biel              | Alex Soares                                            |
| 11    | Rosas de Ouro         | Convivium. Sente-se à mesa e saboreie                                                                                                   | Aquiles da Vila, Guiga Oliveira, Fabiano Sorriso, JC Castilho, Marcus Boldrini, Salgado Luz, Rapha SP e Vaguinho     | Royce do Cavaco                                        |
| 12    | Peruche               | A Peruche no maior axé exalta Salvador, cidade da Bahia, caldeirão de raças, cultura, fé e alegria                                      | D’Xangô, Douglas Chocolate, Leo Reis, Juliano, Celsinho Mody, Guga Pacheco, Tio Do, Paulinho Sorriso e Marcio Zanato | Toninho Penteado                                       |
| 13    | Mancha Verde          | Zé do Brasil, um nome e muitas histórias                                                                                                | Celsinho Mody, Alê, Rodrigo e Wladi                                                                                  | Freddy Vianna                                          |
| 14    | Tom Maior             | Elba Ramalho canta em oração o folclore do Nordeste. Toque sanfoneiro: forró, frevo e xaxado...                                         | Maradona, Turko, Ricardo Mandu, Paulinho Miranda, Rafa do Cavaco, Celsinho Mody, Léo Reis e Tinga                    | Bruno Ribas (Elba Ramalho)                             |

## 2018
| Faixa | Escola                | Enredo | Autor | Intérprete (Participação Especial)                     |
| ----- | --------------------- | --- | --- | ------------------------------------------------------ |
| 1     | Tatuapé               | Maranhão - Os tambores vão ecoar na terra da encantaria | Fabiano Tennor, Mike Candido e Luiz Fernando Ramos | Celsinho Mody (Leci Brandão e Dominguinhos do Estácio) |
| 2     | Dragões da Real       | Minha música, Minha raiz! Abram a porteira para essa gente caipira e feliz                                                                                               | Armênio Poesia, Xandinho Nocera, Léo do Cavaco, Ronaldo Maransaldi, Renne Campos, Paulo Senna, Alemão do Pandeiro, Fabio Brazza, CG e Wagner Rodrigues | René Sobral (Sérgio Reis)                              |
| 3     | Vai-Vai               | Sambar com fé eu vou | Edegar Cirillo, Marcelo Casa Nossa, André Ricardo, Dema, Gui Cruz, Rodolfo Minuetto, Rodrigo Minuetto e Kz | Grazzi Brasil (Belo)                                   |
| 4     | Império de Casa Verde | O Povo: A Nobreza Real | Jairo Roizen, Thiago Sukata, Godoi, Luciano Godoi, Claudio Mattos, Tavares, Tubino, William Lima, Meiners e Victor Alves | Carlos Júnior (Edi Rock)                               |
| 5     | Rosas de Ouro         | Pelas estradas da vida, sonhos e aventuras de um herói brasileiro | Aquiles da Vila, Guiga Oliveira, Fabiano Sorriso, JC Castilho, Marcus Boldrini, Salgado Luz, Rafa Crepaldi, Rapha SP e Vaguinho | Royce do Cavaco (Maiara & Maraisa e Monica Soares)     |
| 6     | Mocidade Alegre       | A voz Marrom que não deixa o samba morrer | Biro Biro, Gui Cruz, Imperial, Luciano Rosa, Portuga, Rafael Falanga, Rodrigo Minuetto e Vitor Gabriel | Tiganá Ito Melodia (Alcione)                           |
| 7     | Vila Maria            | Aproveitam-se de minha nobreza, você não soube, não te contaram? Suspeitei desde o principio! Não contavam com minha astúcia! Arriba Bolanõs, Arriba Vila, Arriba México | Dudu Nobre, Rafa do Cavaco, Pepe Niterói, Turko, Maradona, Diego Nicolau, Marcelo Nunes, Evandro Bocão e André Diniz | Wander Pires (Dudu Nobre)                              |
| 8     | Tucuruvi              | Uma Noite no Museu | Turko, Maradona, Rafa do Cavaco, Diego Nicolau, Dr. Eduardo, Gustavinho Oliveira e Tinga | Alex Soares                                            |
| 9     | Gaviões da Fiel       | Guarus – Na aurora da criação, a profecia Tupi…Prosperidade e paz aos mensageiros de Rudá                                                                                | Luciano Costa, Bruno Muleki, Totonho, Alex, Fabio Palácio, Neto, Reinaldo Jr. e Fadico | Ernesto Teixeira                                       |
| 10    | Mancha Verde          | A Amizade: a Mancha agradece do Fundo do nosso Quintal | Marcelo Casa Nossa, Sereno, Darlan Alves, R Silva, R Minuetto, Vítor Gabriel e Gui Cruz | Freddy Vianna (Fundo de Quintal)                       |
| 11    | Peruche               | Peruche celebra Martinho: 80 anos do Dikamba da Vila | Toninho Penteado, Nando do Cavaco, Emerson Brasa, Diley Machado, André Filosofia, Alcides Júnior, Sergio VJS, Marcelo Vila Isa, Leandro Bata’s, Jairo Roizen, Ronny Potolski, Sucata, Morganti, Claudinho, Tavares, Valêncio, Butti, Evandro Malandro, Tubino, Alberjan, Jr. Fragga, Leo Rodrigues, Acioli, Meiners e Victor Alves | Toninho Penteado                                       |
| 12    | Tom Maior             | O Brasil de duas Imperatrizes: De Viena para o novo mundo, Carolina Josefa Leopoldina; De Ramos, Imperatriz Leopoldinense                                                | Turko, Maradona, Celsinho Mody, Rafa do Cavaco, Ricardo Mandú e Léo Reis | Bruno Ribas                                            |
| 13    | X-9 Paulistana        | A Voz do Samba é a Voz de Deus - Depois da Tempestade, Vem a Bonança! | Jair Roberto, Vaguinho, Rapha SP, Fabinho NT, Marcelo Lepiane, Salgado, Vitor, Fabio Blanco, Nando e Fernandinho SP | Darlan Alves                                           |
| 14    | Independente Tricolor | Em cartaz: Luz, câmera e… Terror! Uma Produção Independente | Pê Santana, Rafael Pínah, Márcio André, Rodrigo Minuetto e Rodolfo Minuetto | Rafael Pínah Pê Santana                                |

## 2019
Por ter desfilado como Hors Concurs (imune de julgamento) no ano anterior em razão do incêndio em seu barracão que acarretou na perda de 90% das fantasias, o Acadêmicos do Tucuruvi está posicionado na faixa 14, sendo a última no CD.
| Faixa | Escola                | Enredo                                                                                   | Autor | Intérprete (Participação Especial)                                     |
| ----- | --------------------- | ---------------------------------------------------------------------------------------- | --- | ---------------------------------------------------------------------- |
| 1     | Tatuapé               | Bravos Guerreiros - Por Deus, pela honra, pela justiça e pelos que precisam de nós       | Fabiano Tennor, Mike Candido e Luiz Fernando Ramos | Celsinho Mody (Leci Brandão, Jorge Ben Jor, Rappin' Hood e Paula Lima) |
| 2     | Mocidade Alegre       | Ayakamaé - As águas sagradas do sol e da lua                                             | Biro-Biro, Turko, Gui Cruz, Maradona, Imperial, Portuga, Rafael Falanga, Rodrigo Minuetto e Vitor Gabriel | Igor Sorriso                                                           |
| 3     | Mancha Verde          | Oxalá, salve a princesa! A Saga de uma Guerreira Negra                                   | Sereno, Chefia, Darlan Alves, Rodrigo Minueto, Gui Cruz, André Ricardo e Rodolfo Minueto | Freddy Vianna                                                          |
| 4     | Tom Maior             | Penso, logo existo... As interrogações de nosso imaginário, na busca do inimaginável     | Carlos Junior, Didi Pinheiro, Paulinho Miranda, Beah, Biel, Marcos Vinícius, Lucas Donato, Fabiano Sorriso e Carlos Dórea | Bruno Ribas                                                            |
| 5     | Dragões da Real       | A Invenção do Tempo - Uma Odisseia em 65 Minutos                                         | Armenio Poesia, Xandinho Nocera, Léo do Cavaco, Galo, Ronaldo Maransaldi, Renne Campos, Paulo Senna, Alemão do Pandeiro, Fabio Brazza, CG e Wagner Rodrigues | René Sobral                                                            |
| 6     | Império de Casa Verde | O Império Contra-Ataca                                                                   | Acerola de Angola, Almir Mendonça, Luiz Jacaré, Rapha Maslionis, Leandro Rato, Marcelão e Pedro Carmo | Carlos Junior                                                          |
| 7     | Gaviões da Fiel       | A Saliva do Santo e o Veneno da Serpente Reedição do carnaval 1994                       | Grego e Magal | Ernesto Teixeira                                                       |
| 8     | Rosas de Ouro         | Viva Hayastan                                                                            | Didi Pinheiro, Vinicius, Marcinho JK, Fernando de Paula, Rafael Souza e Bolt Mascarenhas | Royce do Cavaco                                                        |
| 9     | Vila Maria            | Nas asas do grande pássaro, o voo da Vila Maria ao Império do Sol                        | Aquiles da Vila, Rapha SP, Marcus Boldrini, Salgado Luz e Leandro Flecha | Wander Pires                                                           |
| 10    | Vai-Vai               | Vai-Vai, o Quilombo do Futuro                                                            | Edegar Cirillo, Marcelo Casa Nossa, André Ricardo, Dema, Gui Cruz, Rodolfo Minuetto, Rodrigo Minuetto e KZ | Grazzi Brasil                                                          |
| 11    | X-9 Paulistana        | O Show Tem Que Continuar! Meu lugar é cercado de luta e suor, esperança num mundo melhor | André Diniz, Cláudio Russo, Arlindinho, Márcio André Filho, Valência e Darlan Alves | Darlan Alves (Arlindinho)                                              |
| 12    | Águia de Ouro         | Brasil, eu quero falar de você! Que país é esse?                                         | Rafael Prates, Russo, Turko, Silas, Rafa Malva, Maracá, Fabio Souza, Wagner Rodrigues, Ivanzinho, Jairo Limozine, Carioca, Peu, Fernandão, Zanza Simão, Silva Oliveira, Waltinho, Salles, Fernandinho SP, Paulo Senna, Léo Rocha, Rodolfo Centenaro, Renne Campos, Márcio Filhos da Águia, Nando do Cavaco, André Ricardo, Filosofia, Tuca, Rafael Babú, Leandro Batas, Dico, Diley Machado, Jacopetti e Portella | Douglinhas Tinga                                                       |
| 13    | Colorado do Brás      | Hakuna Matata - Isso é Viver                                                             | Marcio Pessi, Edson Dafféh, Evandro Bocão, Pereira e Marcelo | Chitão Martins                                                         |
| 14    | Tucuruvi              | Liberdade - o canto retumbante de um povo heróico                                        | Fábio Jelleya, Igor Soró, Henrique Barba, Tim Peixoto, JC Castilho, Leandro Augusto, Edu Borel, Brunão Govetri, Marcelo Nunes, Newtinho e Leonardo Bessa | Leonardo Bessa                                                         |

## 2020
| Faixa | Escola                | Enredo | Autor | Intérprete (Participação Especial) | Ref.   |
| ----- | --------------------- | --- | --- | ---------------------------------- | ------ |
| 1     | Mancha Verde          | Pai! Perdoai, eles não sabem o que fazem! | Marcelo Casa Nossa, Guilherme Cruz, Rodrigo Minuetto, Rodolgo Minuetto e Darlan Alves                                                                          | Freddy Vianna                      | [ 43 ] |
| 2     | Dragões da Real       | A Revolução do Riso: A arte de subverter o mundo pelo divino poder da alegria                                                                   | Aquiles da Vila, Rapha SP, Marcus Boldrini, Leandro Flecha, Ítalo Pires e Salgado Luz                                                                          | René Sobral                        | [ 44 ] |
| 3     | Rosas de Ouro         | Tempos Modernos | Rapha SP, Aquiles da Vila, Vaguinho, Fabiano Sorriso, Rafa Crepaldi, Salgado Luz, JC Castilho, Guiga Oliveira, Leandro Flecha e Marcus Boldrini                | Royce do Cavaco                    | [ 45 ] |
| 4     | Unidos de Vila Maria  | A grandeza da China e suas mentes sábias e brilhantes, remetem ao mundo os seus encantos. O sonho de um povo embala o samba e faz a Vila sonhar | Cacá Camargo, Tim Cardoso, Acerola de Angola, Sérgio Carmo, Renan Takacs, Xuxu do Cavaco, Bruno Pelé, Marcos Thiago, André Luiz, Luiz Jacaré e Rapha Maslionis | Wander Pires                       | [ 46 ] |
| 5     | Império de Casa Verde | Marhaba Lubnãn | Marcelo Casa Nossa, Carlos Jr, Gui Cruz, Armênio Poesia, Darlan Alves, Freddy Vianna, Rodrigo Minuetto, Rodolfo Minuetto e Xandinho Nocera                     | Carlos Júnior                      |        |
| 6     | Águia de Ouro         | O Poder do Saber – Se saber é poder… Quem sabe faz a hora, não espera acontecer                                                                 | Marcelo Casa Nossa, Armênio Poesia, Darlan Alves, Fredy Vianna, Xandinho Nocera e Chanel                                                                       | Douglinhas Tinga                   |        |
| 7     | Tatuapé               | O ponteio da viola encanta... Sou fruto da terra, raiz desse chão... Canto Atibaia do meu coração                                               | Turko, Zé Paulo Sierra, Maradona, Silas Augusto, Rafa do Cavaco, Luís Jorge, Léo Reis, Fabiano Sorriso, Marcio André, Daniel Kattar e Bello                    | Celsinho Mody (Leci Brandão)       | [ 47 ] |
| 8     | Mocidade Alegre       | Do canto das Yabás, renasce uma nova Morada | Biro Biro, Fabio Souza, Luis Jorge, Maradona, Rafa do Cavaco, Ratinho, Silas Augusto, Turko e Zé Paulo Sierra                                                  | Igor Sorriso                       |        |
| 9     | Gaviões da Fiel       | Um não sei de quê, que nasce não sei onde, vem não sei como e explode não sei porquê...                                                         | Rafael Falanga, Luciano Rosa, Biro Biro, Portugal e William Tadeu                                                                                              | Ernesto Teixeira                   |        |
| 10    | X-9 Paulistana        | Batuques para um Rei coroado | André Diniz, Cláudio Russo, Marcio André Filho, Arlindinho, Marcelo Valência e Pê Santana                                                                      | Pê Santana                         |        |
| 11    | Colorado do Brás      | Que Rei Sou Eu? | Márcio Pessi, Evandro Bocão, Moisés Santiago, Edson Dafféh, Marcelo Valença e André Diniz                                                                      | Chitão Martins                     | [ 48 ] |
| 12    | Tom Maior             | É Coisa de Preto! | Gui Cruz, Rafael Falanga, Vitor Gabriel, Portuga, Imperial, Elias Aracati, Luciano Rosa e Reinaldo Marques, Marçal e Willian Tadeu                             | Bruno Ribas                        |        |
| 13    | Pérola Negra          | Bartali Tcherain: A estrela cigana, brilha na Pérola Negra!                                                                                     | Turko, Silas Augusto, Maradona, Rafa do Cavaco, Zé Paulo Sierra, Luís Jorge, Miguel Tyesco, Pixulé e Abílio Júnior                                             | Daniel Collête                     |        |
| 14    | Barroca Zona Sul      | Benguela... A Barroca clama a ti, Tereza! | Sukata, Morganti, Jairo Roizen, André Valêncio, Tubino Meiners, Pixulé, Marcos Thiago, Acerola de Angola e Emerson Franco (in memorian)                        | Pixulé                             |        |

## 2022
Este álbum foi comercializado em CD Triplo, juntamente com os discos do Grupo de Acesso 1 e Grupo de Acesso 2. 
| Faixa | Escola                | Enredo                                                                  | Compositores | Intérprete                                          | Ref. |
| ----- | --------------------- | ----------------------------------------------------------------------- | --- | --------------------------------------------------- | ---- |
| 1     | Águia de Ouro         | Afoxé de Oxalá – No Cortejo de Babá, um canto de luz em tempo de trevas | Dominguinhos do Estácio (in memorian), Jorginho Moreira, João Perigo, Lico Monteiro, Leandro Thomaz, Telmo Augusto, Lucas Valentin, JotaPê, Lanza RafaBerê, Araken Kaoma, Solano Laranjo, Serginho Rocco, Rosali Ahumada Carvalho, Lequinho, Júnior Fionda, Cláudio Russo, Rafael Tinguinha, Gustavinho Oliveira, W. Corrêa, Orlando Ambrósio e Wiverson Machado | Douglinhas Tinga Darlan Alves                       | [49] |
| 2     | Mancha Verde          | Planeta Água                                                            | Marcio André Filho, Marcelo Lepiane, Lico Monteiro, Rafael Ribeiro, Richard Valença, João Perigo, Solano Mota, Leandro Thomaz, Telmo JB, Lanza Muniz e Rosali Carvalho | Fredy Vianna                                        | [50] |
| 3     | Mocidade Alegre       | Quelémentina, Cadê Você?                                                | Márcio André, Fabiano Sorriso, China da Morada, Marquinho, Biel, Lucas Donato, Daniel Katar, Bello e Marcelo Valencia | Igor Sorriso                                        | [51] |
| 4     | Tatuapé               | Preto Velho conta a saga do café num canto de fé                        | Fabiano Tenor, Luiz Ramos, Mike, Dominguinhos do Estácio (in memorian), Rodolfo Minuetto, Rodrigo Minuetto, Willian Tadeu, Rafael Falanga, Imperial, Gui Cruz, Marçal, Portuga, Luciano Rosa, Reinaldo Marques, Vitor Gabriel, Turko, Rafa do Cavaco, Silas Augusto, Maradona, Claudio Russo, Vitinho Botafogo e Mancha                                          | Celsinho Mody (Leci Brandão)                        | [52] |
| 5     | Unidos de Vila Maria  | O Mundo precisa de cada um de nós. A Vila é porta-voz                   | Dudu Nobre, Zé Paulo Sierra e Diego Nicolau | Wander Pires                                        | [53] |
| 6     | Dragões da Real       | Adoniran                                                                | Thiago SP, Léo do Cavaco, Renne Campos, Marcelo Adnet, Darlan Alves, Rodrigo Atração, Alemão do Pandeiro, Wanderley Monteiro, Paulo Senna, André Carvalho e Tigrão | Renê Sobral (Demônios da Garoa)                     | [54] |
| 7     | Rosas de Ouro         | Sanitatem                                                               | Godoi, Luciano Godoi, Diego Nicolau, André Ricardo, Marcelo Adnet, Douglas Chocolate, Jacopetti, Cacá Mascarenhas, Liso, Antonio Júnior, Hudson Luiz e Andréia Araújo | Royce do Cavaco                                     | [55] |
| 8     | Tom Maior             | O Pequeno Príncipe no Sertão                                            | Jairo Roizen, Morganti, Sukata, Valêncio, Nelson Valentim, Tubino, Jadson Fraga, Luan, Alexandre Gordão, Claudinho, Meiners e Victor Alves | Gilsinho                                            | [56] |
| 9     | Império de Casa Verde | O Poder da Comunicação - Império, o Mensageiro das Emoções              | André Diniz, Marcelo Casa Nossa, Cláudio Russo, Darlan Alves, Samir Trindade, Diego Nicolau e Fabiano Sorriso | Carlos Jr                                           |      |
| 10    | Barroca Zona Sul      | A evolução está na sua Fé... Saravá Seu Zé!                             | Sukata, Thiago Meiners, Morganti, Jairo Roizen, Luan, Marcos Thiago, Pixulé e Emerson Franco (in memorian) | Pixulé                                              | [57] |
| 11    | Gaviões da Fiel       | Basta!                                                                  | Grandão, Sukata, Jairo Roizen, Morganti, Guinê, Xérem, Claudio Gladiador, Ribeirinho, Claudinho, Meiners, Japonês da Moóca, Julhyan, Luciano Costa, Felipe Yaw, Marcelo Adnet, Fadico, Júnior Fionda, Lequinho, Fábio Palácio (Mentirinha), Leonel Querino, Altemir Magrão, Marcelo Valente, Sandro Lima e Rodrigo Dias                                          | Ernesto Teixeira                                    | [58] |
| 12    | Colorado do Brás      | Carolina: A Cinderela Negra do Canindé                                  | Thiago Morganti, Sukata, Turko, Rafa do Cavaco, Maradona, Cláudio Mattos, Luan, Valêncio e Thiago Meiners | Chitão Martins                                      | [59] |
| 13    | Vai-Vai               | Sankofa                                                                 | Xande de Pilares, Rodrigo Peu, Claudio Russo, Junior Gigante, Jairo Limozine, Silas Augusto, Zé Paulo Sierra e Bruno Giannelli | Luiz Felipe (Xande de Pilares e Thobias da Vai-Vai) | [60] |
| 14    | Tucuruvi              | Carnavais... De lá pra cá, o que mudou? Daqui pra lá, o que será?       | Leonardo Bessa, Rodrigo Minuetto, Diego Nicolau, Rodolfo Minuetto e Marcelo Casa Nossa | Leonardo Bessa                                      | [61] |

## 2023
Este álbum foi comercializado em CD Triplo, juntamente com os discos do Grupo de Acesso 1 e Grupo de Acesso 2. 
| Faixa | Escola                      | Enredo | Compositores | Intérprete                                   | Ref. |
| ----- | --------------------------- | --- | --- | -------------------------------------------- | ---- |
| 1     | Mancha Verde                | Oxente! Sou Xaxado, Sou Nordeste, Sou Brasil                                                                                                   | Edinho Gomes e Gilson Bernini | Freddy Vianna                                |      |
| 2     | Mocidade Alegre             | Yasuke | Marcio André, Aquiles da Vila, Fabiano Sorriso, Chanel, Marcos L. Gabriel, Salgado Luz, Marcelo Valência, Marcus Boldrini, Diogo Corso, Italo Pires, Biro Biro, Turko, Gui Cruz, Rafa do Cavaco, Portuga, Maradona, Imperial, Fabio Souza, Luciano Rosa, Fionda Tem Tem e Vitor Gabriel | Igor Sorriso (Rappin' Hood)                  |      |
| 3     | Império de Casa Verde       | Império dos Tambores – Um Brasil Afromusical                                                                                                   | André Diniz, Marcelo Casa Nossa, Samir Trindade, Fabiano Sorriso, Evandro Bocão, Darlan Alves e Gustavo Clarão | Tinga                                        |      |
| 4     | Tom Maior                   | Um Culto às Mães Pretas Ancestrais | Gui Cruz, Turko, Portuga, Rafa do Cavaco, Vitor Gabriel, Fabio Souza, Imperial, Junior Fionda, Willian Tadeu e Anderson | Gilsinho                                     |      |
| 5     | Vila Maria                  | Vila Maria - Minha Origem, Minha Essência, Minha História Muito Além do Carnaval                                                               | Alemão do Pandeiro, Paulo Senna, Anderson Magrão e Tadeu Gomes | Wander Pires                                 |      |
| 6     | Águia de Ouro               | Um Pedaço do Céu | Tales Queralt, Aquiles da Vila, Lucas Queralt, Chanel Rigolon, Marcelo Dores, Salgado Luz, Lucas Barroso e Marcus Boldrini | Douglinhas Serginho do Porto Chitão Martins  |      |
| 7     | Dragões da Real             | Paraíso Paraibano - João Pessoa, A Porta do Sol das Américas                                                                                   | Thiago SP, Renne Campos, Léo do Cavaco, Marcelo Adnet, Darlan Alves, Rodrigo Atração, Jairo Cruz, André Carvalho, Paulo Senna e Tigrão | Renê Sobral (Lucy Alves)                     |      |
| 8     | Gaviões da Fiel             | Em nome do Pai, dos Filhos, dos Espíritos e dos Santos… Amém!                                                                                  | Araken, Fabinho do Cavaco, Armênio Poesia, Nando do Cavaco, Bruno Jaú, Maestro Jota Ilhabela, Sebastian e A. Filosofia | Ernesto Teixeira                             |      |
| 9     | Rosas de Ouro               | Kindala! Que o amanhã não seja só um ontem com um novo nome                                                                                    | Arlindo Cruz, Fabiano Sorriso, Pedrinho Sem Braço, Paulinho Sampagode e Osmar Costa | Royce do Cavaco                              |      |
| 10    | Barroca Zona Sul            | Guaicurus | Thiago Meiners, Claudio Mattos, Sukata, Morganti, Tubino, André Mattos, Thiago Savanna, Wilson Mineiro, Julio Alves, Rodrigo Alves, Silvio Ribeirinho, Fernando Negão e Pixulé | Pixulé                                       |      |
| 11    | Tucuruvi                    | Da Silva, Bezerra. A Voz do Povo! | Paulo César Feital, Marcelo Casa Nossa, André Diniz, Rodrigo Minuetto, Rodolfo Minuetto, Evandro Bocão e Carlos Júnior | Carlos Júnior                                |      |
| 12    | Tatuapé                     | Tatuapé Canta Paraty! Do caminho do ouro a economia azul. Patrimônio mundial, cultura e biodiversidade. Paraty, cidade criativa da gastronomia | Fabiano Tennor, Henrique Silva, Magoo e Kuka Monteiro | Celsinho Mody (Leci Brandão e Keilla Regina) |      |
| 13    | Estrela do Terceiro Milênio | Me dê sua tristeza que eu transformo em alegria! Um tributo à arte de fazer rir                                                                | Pitty de Menezes, Thiago Meiners, Claudio Mattos, Wilson Mineiro e Marquinhos Bonsucesso | Grazzi Brasil Bruno Ribas                    |      |
| 14    | Independente Tricolor       | Samba no Pé, Lança na Mão, Isso é uma Invasão!                                                                                                 | Maradona, André Diniz, Evandro Bocão e Marcelo Valência | Pê Santana                                   |      |

## 2024
Este álbum foi comercializado em CD Triplo, juntamente com os discos do Grupo de Acesso 1 e Grupo de Acesso 2. 
| Faixa | Escola                | Enredo | Compositores | Intérprete                                    |
| ----- | --------------------- | --- | --- | --------------------------------------------- |
| 1     | Mocidade Alegre       | Brasiléia Desvairada: a busca de Mário de Andrade por um país                                                          | Biro Biro, Turko, Gui Cruz, Rafa do Cavaco, Minuetto, João Osasco, Imperial, Maradona, Portuga, Fabio Souza, Daniel Katar e Vitor Gabriel                                                                                                  | Igor Sorriso (Márcia Siqueira)                |
| 2     | Mancha Verde          | Do nosso solo para o mundo: o campo que preserva, o campo que produz, o campo que alimenta                             | Tinga, Marcelo Lepiane, Lico Monteiro, Richard Valença, Jefferson Oliveira, Telmo Augusto, João Perigo, Lucas Macedo, Alison Picanço, Rodrigo Peu, Deivid Gonçalves, Tiago Caldeira e Paulo Sérgio                                         | Freddy Vianna                                 |
| 3     | Império de Casa Verde | Fafá - A Cabocla Mística em Rituais da Floresta                                                                        | André Diniz, Samir Trindade, Gustavo Clarão, Fabiano Sorriso, Darlan Alves, Evandro Bocão, Marcelo Casa Nossa e Tinga | Tinga                                         |
| 4     | Tatuapé               | Uma Joia da Bahia - Símbolo de Preservação! Entre Contos e Tambores, Viva a Mata de São João!                          | Celsinho Mody, Chico Alves, Fabiano Tennor e Toninho Geraes | Celsinho Mody (Leci Brandão e Keilla Regina)  |
| 5     | Dragões da Real       | África, uma constelação de reis e rainhas                                                                              | Igor Federal, Vaguinho, Mike Cândido, Afonsinho BV, Luizinho Ramos, Helber Medeiros, Thiago SP, Renne Campos, Rodrigo Atração, Darlan Alves, Jairo Cruz, Marcelo Adnet e Tigrão                                                            | Renê Sobral                                   |
| 6     | Tom Maior             | Aysú: Uma História de Amor                                                                                             | Anderson, Fábio Souza, Gui Cruz, Imperial, Portuga, Rafa do Cavaco, Turko, Vitor Gabriel e Willian Tadeu | Gilsinho                                      |
| 7     | Independente Tricolor | Agojie, A Lâmina da Liberdade!                                                                                         | Maradona, André Diniz, Evandro Bocão e Chitão Martins | Chitão Martins                                |
| 8     | Águia de Ouro         | Águia de Ouro nas Ondas do Rádio                                                                                       | Tales Queralt, Aquiles da Vila, Lucas Queralt, Chanel, Marcelo Dores, Salgado Luz, Luccas Barroso, Abílio Jr, André Ricardo, Bruno Ribas, Nando do Cavaco, Ivanzinho, André Filosofia, Caio Ricci, Cauê Ricci, Edson Lins e Ronny Potolski | Douglinhas Serginho do Porto                  |
| 9     | Gaviões da Fiel       | Vou Te Levar Pro Infinito                                                                                              | Grandão, Sukata, Guga Pacheco, Claudio Mattos, Juliano, Souza da Cuíca e Japa Ovelha JB | Ernesto Teixeira                              |
| 10    | Barroca Zona Sul      | Nós nascemos e crescemos no meio de gente bamba. Por isso, que somos a Faculdade do Samba. 50 anos de Barroca Zona Sul | Thiago Meiners, Cláudio Mattos, Sukata, Cacá Camargo, Fernando Negão, Pixulé, Turko, Rafa do Cavaco, Júlio Alves, Rodrigo Alves, Wilson Mineiro e Dilson Marimba                                                                           | Pixulé                                        |
| 11    | Tucuruvi              | Ifá | Macaco Branco, Carlos Bebeto, Djalma Santos, Chiquinho Gomes, Dr. Marcello Medeiros e Denis Moraes | Hudson Luiz                                   |
| 12    | Rosas de Ouro         | Ibira 70 | Marcus Boldrini, Rapha SP e Vaguinho | Carlos Júnior                                 |
| 13    | Vai-Vai               | Capítulo 4, Versículo 3 – Da Rua e do Povo, o Hip Hop: Um Manifesto Paulistano                                         | Danni Almeida, Vagner Almeida, Marcinho Z.Sul, Clayton Dias, Luciano Bicudo, Clayton Asca, Rodrigo Atração, Edson Liz, Anderson Bueno, Bira Moreno, Mario Lucio, Leandro Martins e Reinaldo Papum                                          | Luiz Felipe (Racionais MC's e Sol da Vai-Vai) |
| 14    | Camisa Verde e Branco | Adenla - O Imperador nas Terras do Rei                                                                                 | Biel, Fabiano Sorriso, Marquinhos, Aquiles da Vila, Salgado Luz, Tomageski, Chanel Rigolon, Diogo Corso, Marcio André e André Cabeça | Igor Vianna (Belo)                            |

## 2025
Este álbum foi comercializado em CD Triplo, juntamente com os discos do Grupo de Acesso 1 e Grupo de Acesso 2. 
| Faixa | Escola                      | Enredo                                                                                  | Compositores | Intérprete                   |
| ----- | --------------------------- | --------------------------------------------------------------------------------------- | --- | ---------------------------- |
| 1     | Mocidade Alegre             | Quem não pode com mandinga não carrega patuá                                            | Aquiles da Vila, Fabiano Sorriso, Marcos Vinicius, Marcio André, Salgado Luiz, Daniel Goulart, André Aleixo, Fabian Juarez, Leandro Flecha, Tomageski, Beto Colorado e Chico Maia | Igor Sorriso (Eder Miguel)   |
| 2     | Dragões da Real             | A vida é um sonho pintado em aquarela!                                                  | Galo, Léo do Cavaco, Jairo Roizen, Rodrigo Dias, Thiago Meiners, Fadico, Cláudio Mattos, Clairton Fonseca, Robson Valêncio, Vitor Blanco, Alves e Tubino                          | Renê Sobral                  |
| 3     | Tatuapé                     | Justiça - A Injustiça num lugar qualquer é uma ameaça à Justiça em todo lugar           | Turko, Zé Paulo Sierra, Silas Augusto, Raffa do Cavaco, Fábio Sousa e Luiz Jorge                                                                                                  | Celsinho Mody                |
| 4     | Gaviões da Fiel             | Irin Ajó Emi Ojisé                                                                      | Grandão, Sukata, José Rifai, Ovelha JB, Juliano, Guga Pacheco, Gabriel Lima, Japa Mooca, Wesley, Morganti, Andrezinho, B. Cardoso, Gladzik, Renne Rocha e Dentinho do Morro       | Ernesto Teixeira             |
| 5     | Mancha Verde                | Bahia, da Fé ao Profano                                                                 | Wladi Nascimento, Edinho Gomes, Myngal, Felipe Mussili e Gilson Bernini | Freddy Vianna                |
| 6     | Império de Casa Verde       | Cantando Contos: Reinos da Literatura                                                   | André Diniz, Gustavo Clarão, Darlan Alves, Fabiano Sorriso, Evandro Bocão e Marcelo Casa Nossa                                                                                    | Tinga                        |
| 7     | Tucuruvi                    | Assojaba - A Busca pelo Manto                                                           | Macaco Branco, Prof. Carlos Bebeto, Djalma Santos, Chiquinho Gomes, Dr. Marcelo, Denis Moraes e Marcelo Faria                                                                     | Hudson Luiz                  |
| 8     | Vai-Vai                     | O Xamã Devorado y A Deglutição Bacante de Quem Ousou Sonhar Desordem                    | Naio Denay e Francis Gabriel | Luiz Felipe                  |
| 9     | Barroca Zona Sul            | Os Nove Oruns de Iansã                                                                  | Thiago Meiners, Sukata, Claudinho, Cacá Camargo, Fernando Negão, Morganti, Jairo Roizen, Léo do Cavaco, André Valencio, Mineiro, Júlio Alves e Marco Moreno                       | Dodô Ananias Chris Santos    |
| 10    | Águia de Ouro               | Em Retalhos de Cetim, a Águia de Ouro do jeito que a vida quer                          | Rapha SP, Marcus Boldrini e Marcelo Nunes | Douglinhas Serginho do Porto |
| 11    | Rosas de Ouro               | Rosas de Ouro em uma Grande Jogada                                                      | Aquiles da Vila, Fabiano Sorriso, Salgado Luz, Leandro Flecha, Fábio Gonçalves, Fabian Juarez, Marcos Vinicius, Daniel, Biel e Wagner Forte                                       | Carlos Júnior                |
| 12    | Camisa Verde e Branco       | O Tempo Não Para! Cazuza – O Poeta Vive!                                                | Silas Augusto, Cláudio Russo, Rafa do Cavaco, Turko, Zé Paulo Sierra, Fábio Souza, Luis Jorge, Dr. Elio e Bruno Giannelli                                                         | Igor Vianna                  |
| 13    | Estrela do Terceiro Milênio | Muito além do Arco-Íris – Tire o Preconceito do caminho que nós vamos passar com o Amor | Rodrigo Minuetto, Rodolfo Minuetto, Gui Cruz, Portuga, Imperial, Reinaldo Marques, Willian Tadeu e Vitor Gabriel                                                                  | Grazzi Brasil Darlan Alves   |
| 14    | Colorado do Brás            | Afoxé Filhos de Gandhy no ritmo da fé                                                   | Léo do Cavaco, Thiago Meiners, Sukata, Cláudio Mattos e Rafael Tubino | Léo do Cavaco                |

## 2026
Este álbum foi comercializado em CD Triplo, juntamente com os discos do Grupo de Acesso 1 e Grupo de Acesso 2. 
| Faixa | Escola                      | Enredo | Compositores | Intérprete                         |
| ----- | --------------------------- | --- | --- | ---------------------------------- |
| 1     | Rosas de Ouro               | Escrito nas Estrelas                                                                                        | | Carlos Júnior                      |
| 2     | Tatuapé                     | Plantar Para Colher e Alimentar - Tem Muita Terra Sem Gente, Tem Muita Gente Sem Terra                      | | Celsinho Mody                      |
| 3     | Gaviões da Fiel             | Vozes Ancestrais para um Novo Amanhã                                                                        | | Ernesto Teixeira                   |
| 4     | Mocidade Alegre             | Malunga Léa - Rapsódia de uma Deusa Negra                                                                   | | Igor Sorriso                       |
| 5     | Camisa Verde e Branco       | | |                                    |
| 6     | Dragões da Real             | Guerreiras Icamiabas – Uma lendária história de força e resistência                                         | | Renê Sobral                        |
| 7     | Águia de Ouro               | Mokum Amsterdã – O Voo da Águia à Cidade Libertária                                                         | | Douglinhas Serginho do Porto       |
| 8     | Estrela do Terceiro Milênio | Hoje a Poesia vem ao nosso encontro: Paulo César Pinheiro, uma viagem pela vida e obra do poeta das canções | | Grazzi Brasil Darlan Alves         |
| 9     | Vai-Vai                     | Em cartaz: A saga vencedora de um povo heróico no apogeu da vedete da Paulicéia                             | | Luiz Felipe                        |
| 10    | Colorado do Brás            | A Bruxa Está Solta: Senhoras do Saber Renascem na Colorado                                                  | | Léo do Cavaco                      |
| 11    | Império de Casa Verde       | Império dos Balangandãs: Joias Negras Afro-Brasileiras                                                      | | Tinga Tiago Nascimento             |
| 12    | Barroca Zona Sul            | Oro Mi Maió Oxum                                                                                            | Thiago Meiners, Sukata, Morganti, Claudinho, Fernando Negão, Shumacker, Valencio, L. Santos, Daniel Paixão, Léo PZ, Beto Savanna, Wilson Mineiro e Tubino | Dodô Ananias Rafael Tinguinha      |
| 13    | Tom Maior                   | Chico Xavier — Nas entrelinhas da alma, as raízes do céu em Uberaba                                         | | Gilsinho                           |
| 14    | Mocidade Unida da Mooca     | Gèlèdés - Agbara Obinrin                                                                                    | Lucas Donato, Gui Cruz, Aquiles da Vila, Fabiano Sorriso, Marcos Vinicius, Vitor Gabriel, Biel, Mateus Pranto e Willian Tadeu                             | Emerson Dias Gui Cruz Ste Oliveira |